# 大手町 (広島市)
大手町（おおてまち）は、広島市中区の町名。一丁目から五丁目まである。郵便番号は730-0051（広島中央郵便局管区）。

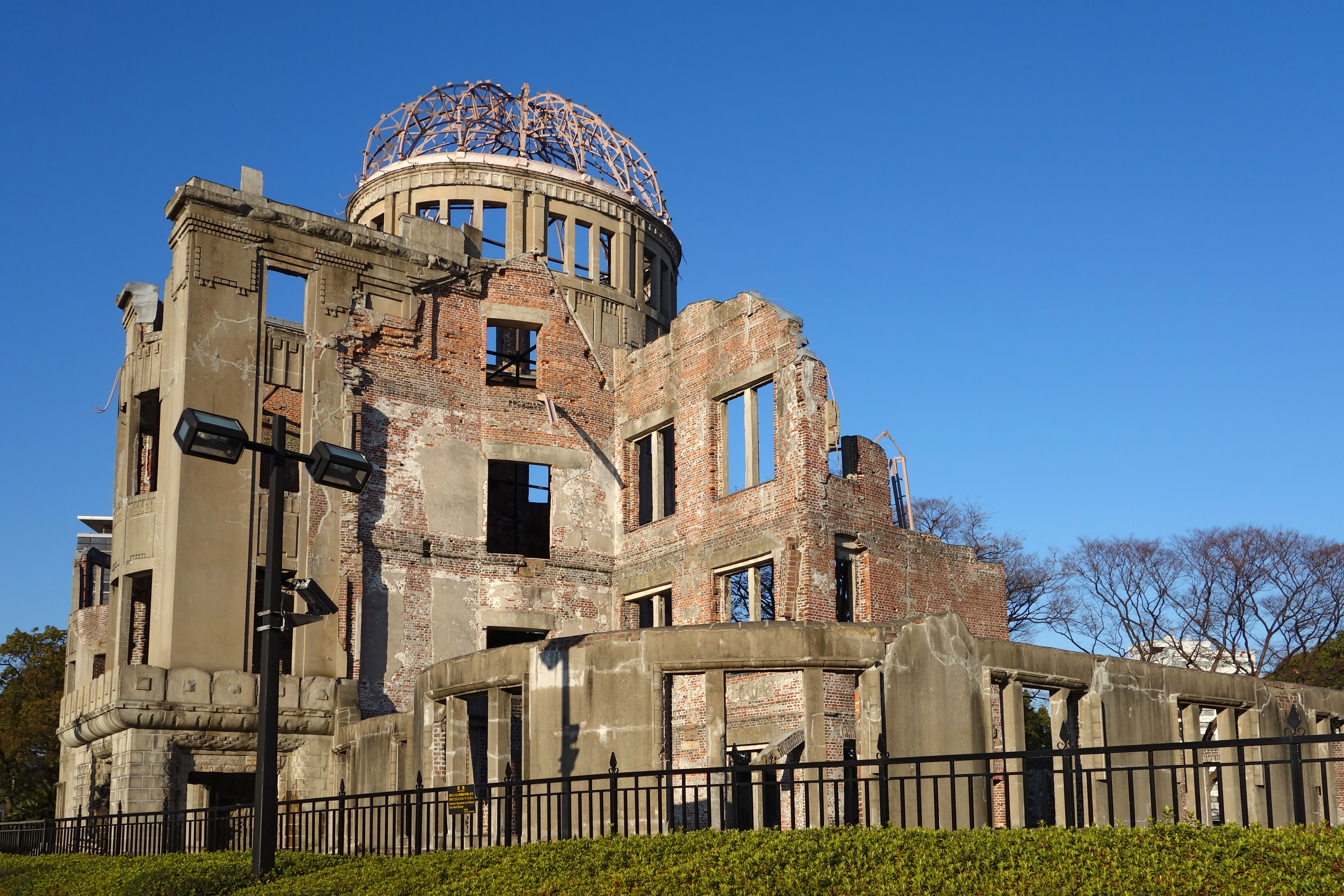
世界遺産の原爆ドームも、大手町に位置する

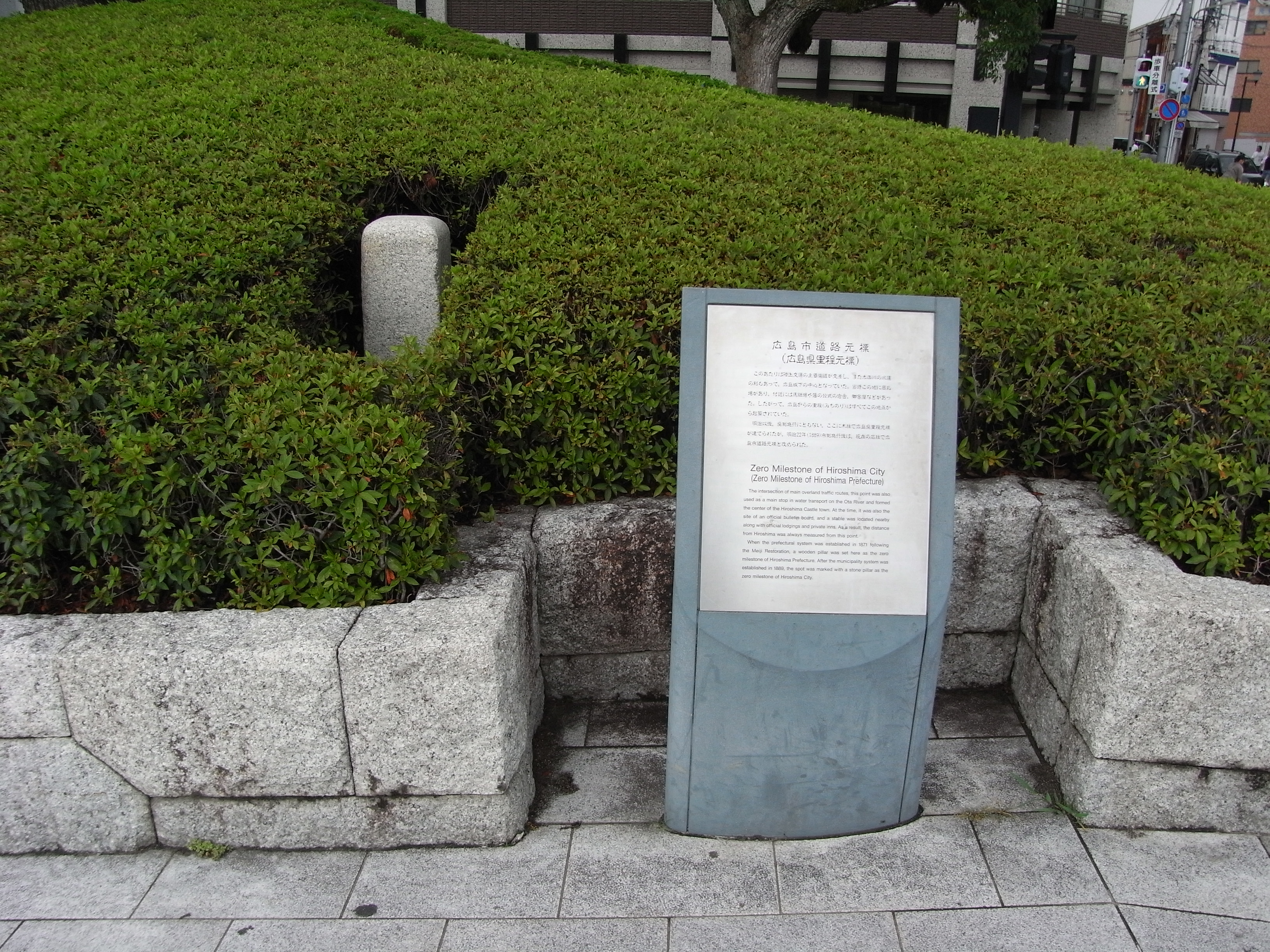
大手町一丁目（旧町名・細工町）の元安橋東詰に現場保存されている旧「広島市道路元標」（奥）とかつて元標所在地であったことを説明する碑（手前）

## 地理
広島市中心部、元安川と国道54号（鯉城通り）に挟まれた東西200-350m、南北1.8kmの南北に細長い町域を持つ。北から1丁目、2丁目、平和大通りを挟んで3丁目、4丁目、国道2号を挟んで5丁目となる。橋で言うと、相生橋（相生通り）から川下に向かって、平和大橋（平和大通り）、新明治橋（国道2号）を経て、南大橋（駅前通り）までとなる。
広島市の中心・紙屋町交差点から見ると、南西角にあたる。ただし、紙屋町交差点と本通りの間の3ブロックは紙屋町の町域となっているため、大手町は紙屋町交差点に接していない。

## 概要
- 町域の中では北側の部分となる1丁目に世界遺産・原爆ドームがあり、広島平和記念公園の一部に含まれる。原爆の爆心地である島病院（現・島内科医院）も大手町1丁目にある。
- 文字通り広島市の中心部にあり、特に国道2号線以北の1〜4丁目地区はオフィス街・ショッピング街として発展している。広島市最大の繁華街である紙屋町地区も、面積で言えば大手町の町域を多く含んでいる。特に大手町1・2丁目付近はパソコンショップやアニメ、同人誌、メイド喫茶、コミック関連の店舗が集中しており、さながら「広島の秋葉原」という趣きがある。
- 元安川河畔は遊歩道として整備されており、ジョギングや散歩のコースとして人気がある。
- 南北通りとして鯉城通り（電車通り）より一つ西に位置し、やや道幅の狭い大手町筋は現在は「裏通り」のイメージが強いが、かつてはこの地区のメインストリートであった（#歴史参照）。
- 国道2号線を隔てた南部の5丁目地区（旧町名では「9丁目」）は、北部の3・4丁目地区とは街並みの趣きが異なり、オフィスビル以外に住居用マンションが比較的多く立地し住宅街としての性格が強い。この地区は一般的には「鷹野橋（たかのばし）」と呼ばれ、商店街（鷹野橋商店街）も存在する。

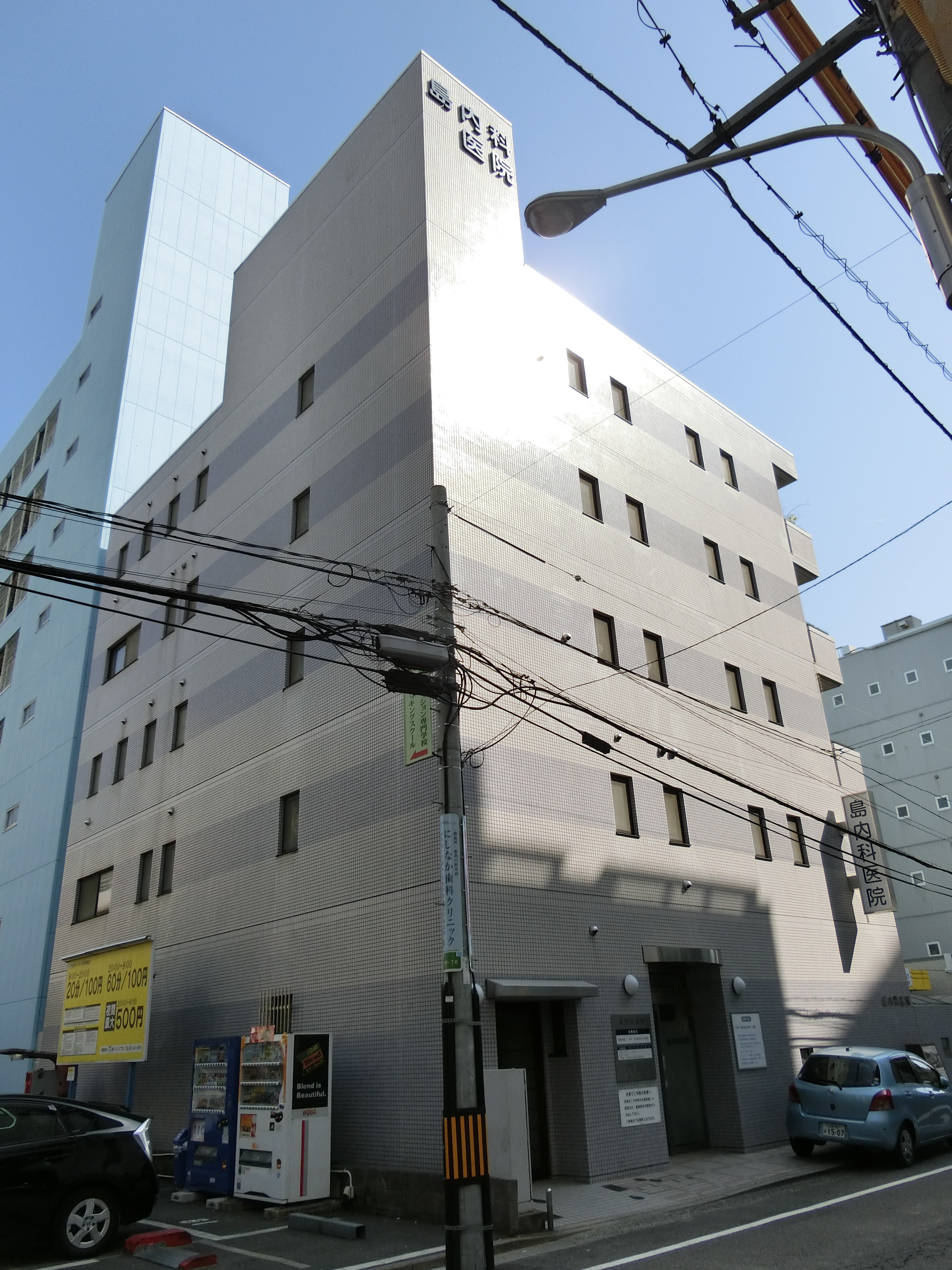
爆心地の島内科医院
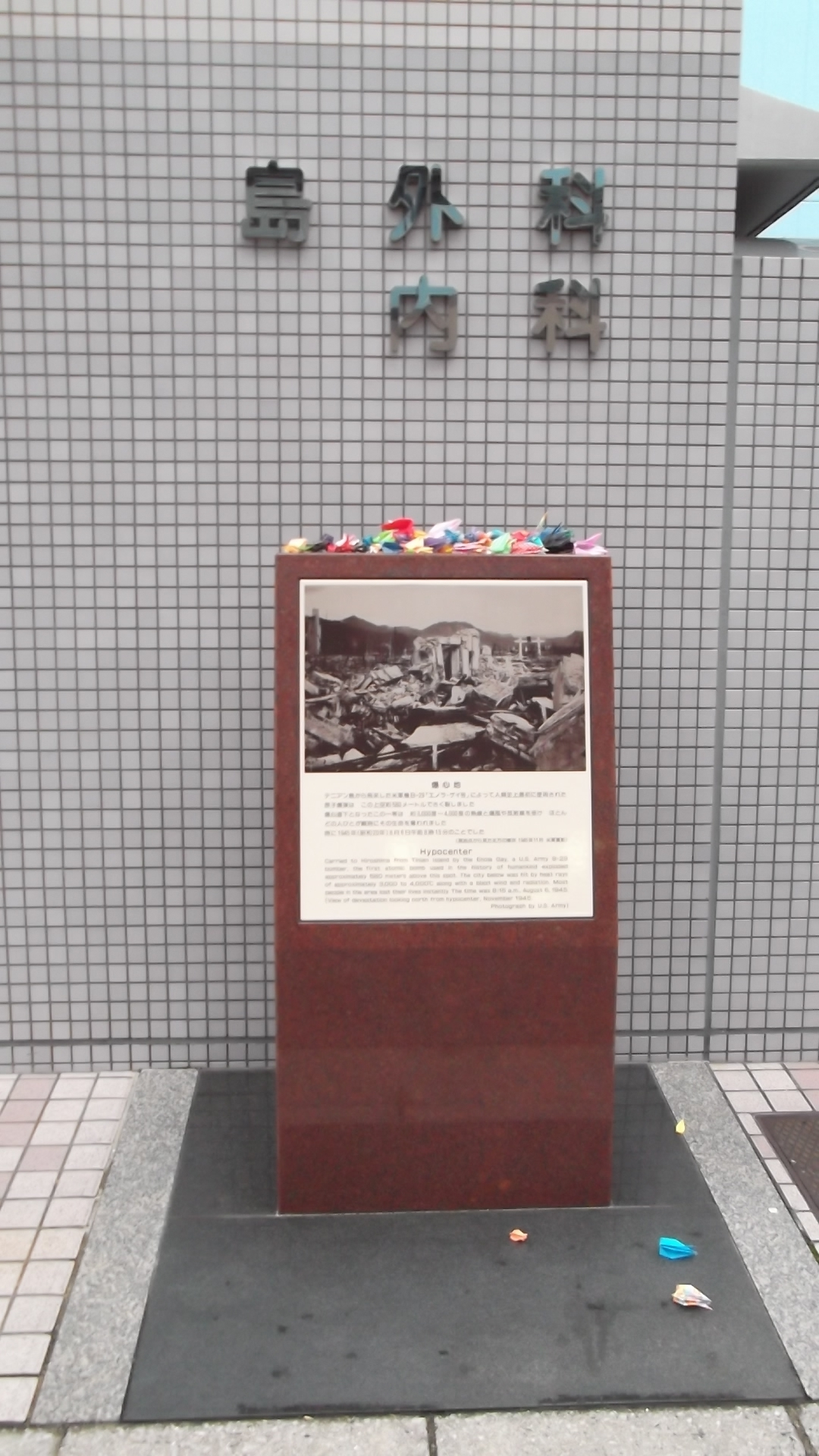
爆心地の説明版
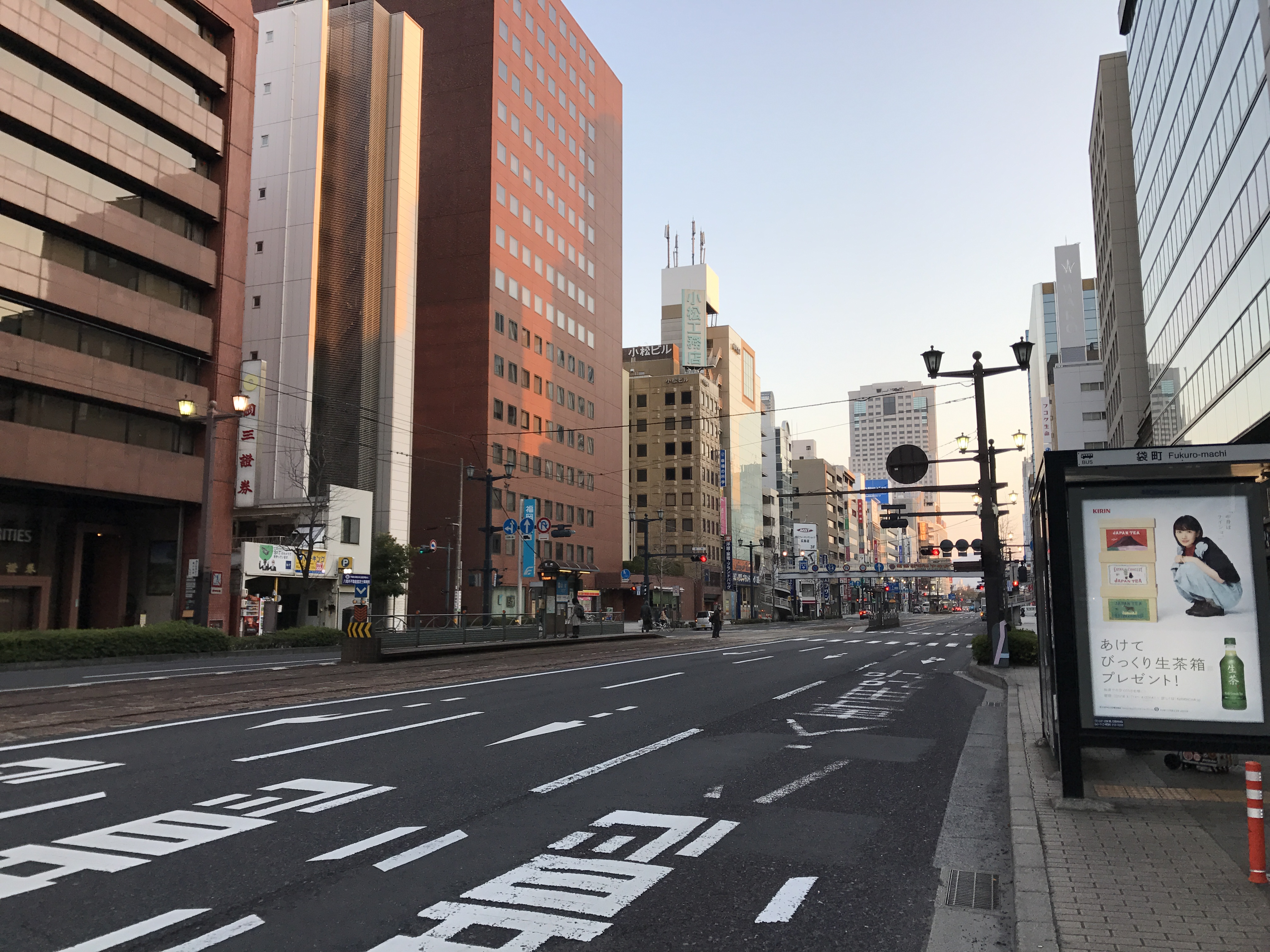
袋町から見た大手町
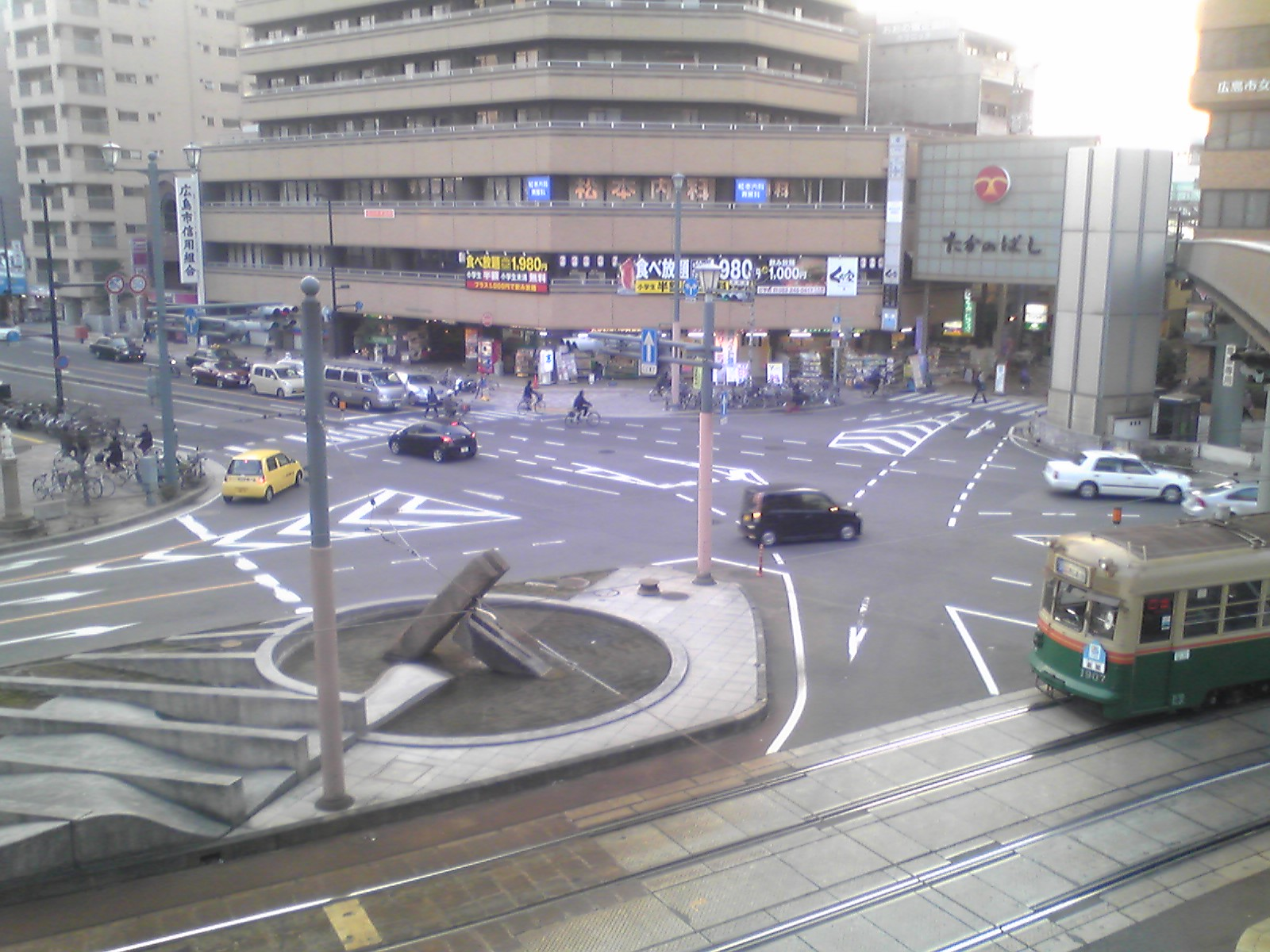
タカノ橋

## 隣接している地区
隣接する町域は、全て広島市中区である。
- 北側 - 基町
- 東側 - （北から）紙屋町、袋町、小町、国泰寺町
- 南側 - 千田町
- 西側 - （元安川を挟んで、北から）中島町、加古町、住吉町、羽衣町

## 歴史

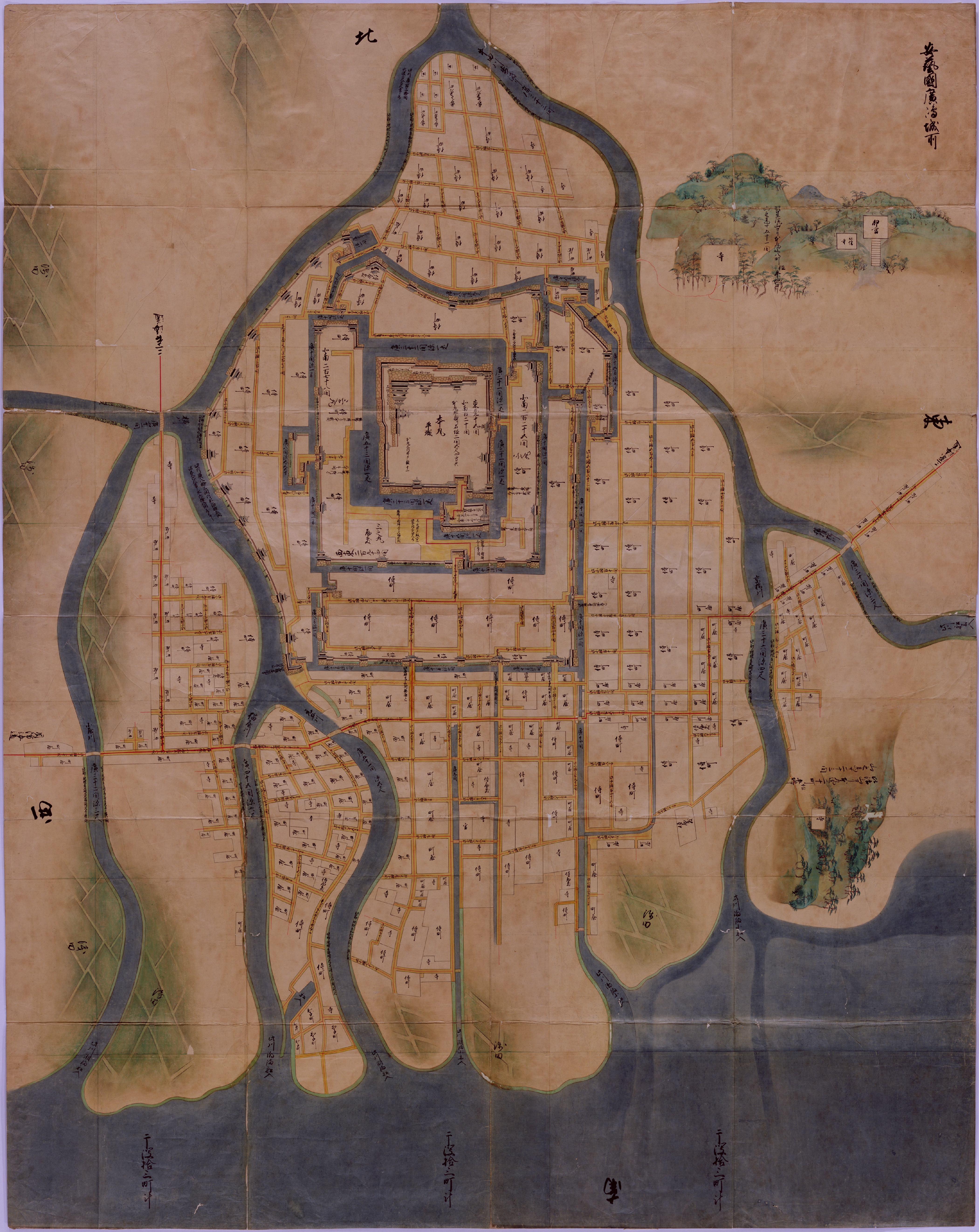
正保城絵図『安芸国広島城所絵図』

現在の大手町地区に人々が住み着き町が形成された時期は、毛利氏による広島城築城まで遡ることができる。この地区は広島城に南接（外堀（現在の広電本線の通り）の南側に位置）し、東側には築城のさい資材運搬のため開削された西堂川（現在の鯉城通り）が流れ、また西には当時の陸上交通のメインルートである河川（元安川）を控えており、町の発展にとって有利な条件が揃っていた。

### 藩政時代
藩政時代にはこの地区を横断して西国街道（現在の本通）が通り、元安橋東詰は城下の交通の中心として里程の基点となる（これが明治以降「広島市里程元標」⇒「広島市道路元標」へと継承される）とともに制札場として情報交換の場に利用された。城の南西隅の「櫓下」（現在の相生橋東詰北側）から元安橋にかけての元安川東岸には広島藩の船着場や米蔵・材木蔵・木売所が設置され、特に細工町（旧町名）を中心に藩御用達の薬店・米屋・両替屋などが店や邸宅を構えていた。また東では西堂川に沿って街並みが南へ延びていった。これらの町は広島藩により5つの町組の一つ「白神組」にまとめられていた。
ところで現・大手町地区のうち築城時に陸地として存在していたのは現在の一・二丁目にほぼ相当する地域のみであり、それより南は遠浅の広島湾に没していた。現在の三-五丁目は藩政期の埋め立て（1699年）により造成された新開地で、これらは町人町としては扱われず「六丁目村」と称され前記の白神組とは区別されていた。

### 金融街の盛衰

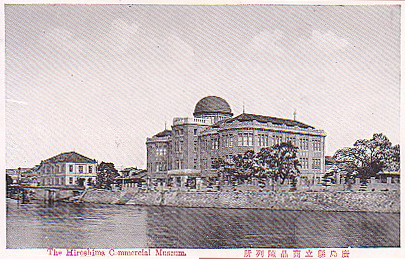
大正末期から昭和初期にかけての広島県商品陳列館（のちの産業奨励館） / 猿楽町（現・大手町一丁目）のランドマーク的建築物で現在の原爆ドーム。

明治時代になると大手町地区には多くの銀行が立地され、広島市初の金融街が形成された。主要な金融機関は現在の鯉城通り（電車通り）より一つ西に入った大手町筋（白神通り）に集中し、本通近辺には広島商工倶楽部（現在の商工会議所 / 旧横町）や広島郵便局（旧細工町）が設置、また郵便局の前には1989年以降「広島市道路元標」（1952年まで広島からの里程の起点として用いられ、原爆被災後は約30m西の元安橋東詰に移転し現在に至る。画像参照）が置かれた。北には広島城を接収した陸軍駐屯地を控え、また西は元安川を挟んで当時広島随一の繁華街で広島市役所が立地する中島地区（現在の平和公園）にも近接していたこともあり、この町は藩政期以来の広島経済の中心としての地位を守っていた。
1912年の市電（現在の広島電鉄）敷設にともない、川幅が狭まりドブ川と化していた西堂川が埋め立てられ現在の鯉城通りが新たに造成された。この結果、金融街は道幅の狭い大手町筋からより幅の広い電車通り沿い（あるいはより東に位置する八丁堀方面）に移動し、現在に至っている（この点については大手町通り (広島市)を参照）。その一方で1915年には猿楽町（現・大手町1丁目）に地元商品の販路開拓のための広島県物産陳列館が竣工し、同館はのち広島県商品陳列所→広島県産業奨励館と改称されて美術展会場になるなど広島の文化活動の拠点となり、町を代表するランドマーク的な建造物となった。こののち、現在の大手町1・2丁目地区は古くからの店が軒を連ねる落ち着いた雰囲気の住宅地となったが、1945年8月6日の原爆投下に際しては細工町（現在の大手町1丁目）の島病院が爆心地となったため、街並みのほとんどが爆風・熱線により瞬時に消滅した全壊全焼地域になった。特に爆心地から0.5kmに入っていた現1・2丁目地区での住民はほとんどが即死し、生き残った住民は当日たまたま自宅を離れていたものを中心にごくわずかであった。広島郵便局を始めとする町の建造物も壊滅し、わずかに産業奨励館のみが外壁などを残す廃墟となって戦後、原爆ドームと称された。

### 戦後から現在へ
1990年代後半以降、特にこの地区の北半部（大手町1・2丁目）では、近隣（紙屋町２丁目）に本店を構えるデオデオ（現・エディオン）のパソコン販売のための増設店舗や関連の店舗が立地するようになり、電気街としての性格を強めた。さらにこの地区では2000年代にかけてアニメ関連グッズ・同人誌・ゲームソフトを扱う小売店やメイド喫茶などのサブカルチャー関連店舗が軒を連ねるようになり、かつての「金融の街」は大きく変化している。

### かつて存在していた施設
以上より、戦前まではオフィス街・金融街の性格の強い町であったことから、企業本社を中心に多くの施設が立地していたが、原爆による壊滅や戦後の再開発などをきっかけに他地区に移転するか、あるいは廃止されたものも多い。

#### 戦前・戦時中に立地していたもの
- 久保刀剣舗[2][3] - 刀剣商、久保英寛[2]。刀剣、軍刀、指揮刀、付属品一式、研白鞘（製）[3]。大手町一丁目[2][3]。
- 広島郵便局 - 原爆で壊滅後に基町に移転。
- 横町勧商場
- 広島商工会議所 - 1936年に基町に移転。
- 芸備日日新聞社本社 - 1941年に呉新聞と合併。
- 中国新聞社本社 - 1926年に上流川町（現・中区胡町）に移転。
- 広島瓦斯本社 - 1919年の設立直後に材木町から移転。社屋は現在の大手町第一公園の敷地に所在していた。1917年〜1942年、社名を「広島瓦斯電軌株式会社」と変更。原爆で壊滅（この際、山口吾一社長を初めとする多くの社員が犠牲となった）したのち、井口村（現・西区井口）の広島実践高等女学校に仮移転。その後若干の変遷を経て、本店・広島工場の所在地である皆実町に移転し現在に至っている。
- 広島電燈本社
- 広島県農業会広島支所 - もともと広島県農工銀行本店として建てられたが、1931年に同行が上流川町に移転すると広島県信用購買組合連合会（その後「広島県農業会」に改称）が入居したが、1942年に新たな事務所が国泰寺町に建てられたため、その後は広島支所として利用された。原爆により壊滅した。跡地には1978年に「広島県農業会原爆物故者慰霊碑」が建立されている。
- 広島県産業奨励館 - 1915年「広島県物産陳列館」として開所。その後、県産業奨励館と改称され、美術展が開催されるなど市民文化の拠点であったが、原爆により外郭の廃墟を残し壊滅した。現在は原爆ドームとして廃墟のまま保存されている。
- 大手町小学校・大手町国民学校 - 現在のNTTドコモ広島大手町ビルの場所に存在した。原爆投下で校舎は全壊・全焼し、児童40名と教職員2名が犠牲になった。原爆投下後、再開されることはなく廃校となった。1985年、跡地に慰霊碑が建立された。

#### 戦後・近年まで立地していたもの
- 広島市立大手町商業高等学校 - 全国的にも珍しい定時制の単独高校で、現在の広島市立広島みらい創生高等学校の敷地にあったが、2021年に閉校した。
- 広島市立大手町中学校 - 現在の広島市立広島みらい創生高等学校の敷地にあったが、1982年4月に中区吉島東へ移転し広島市立吉島中学校に改称した。その際、学区の再編が行われ、吉島中はかつての大手町中の学区のうち吉島小学校区、吉島東小学校区、中島小学校区を引き継いだ。旧大手町中学校界隈は現在、広島市立国泰寺中学校の学区となっている。
- 広島市立広島特別支援学校 - 旧・広島市立広島養護学校。2012年9月に南区出島へ移転した。
- サロンシネマ - タカノ橋地区にあったが、2014年に中区八丁堀に移転した。
- ソフマップ広島店 - 2006年閉店した。

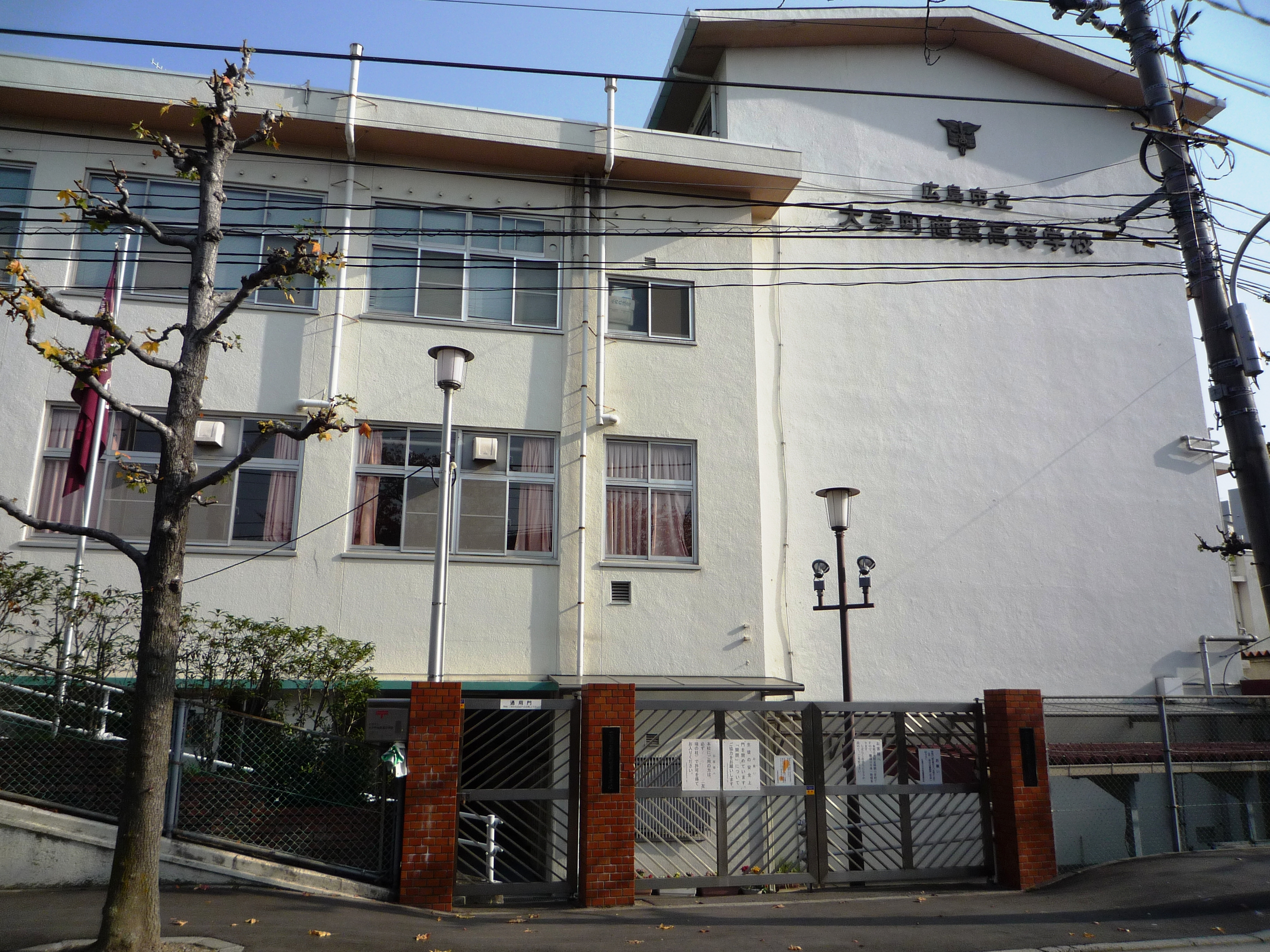
広島市立大手町商業高等学校旧校舎
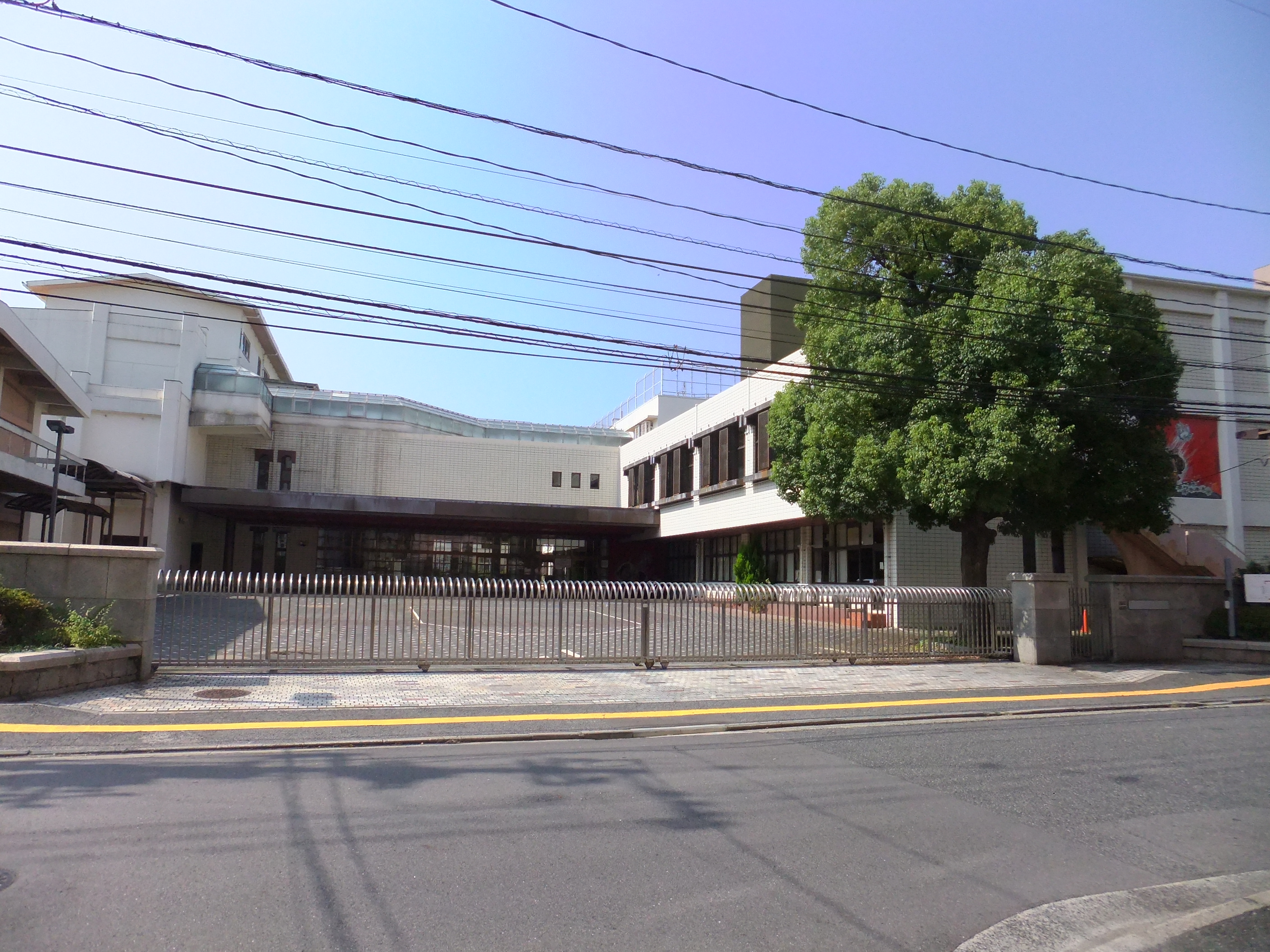
大手町時代の広島市立広島特別支援学校
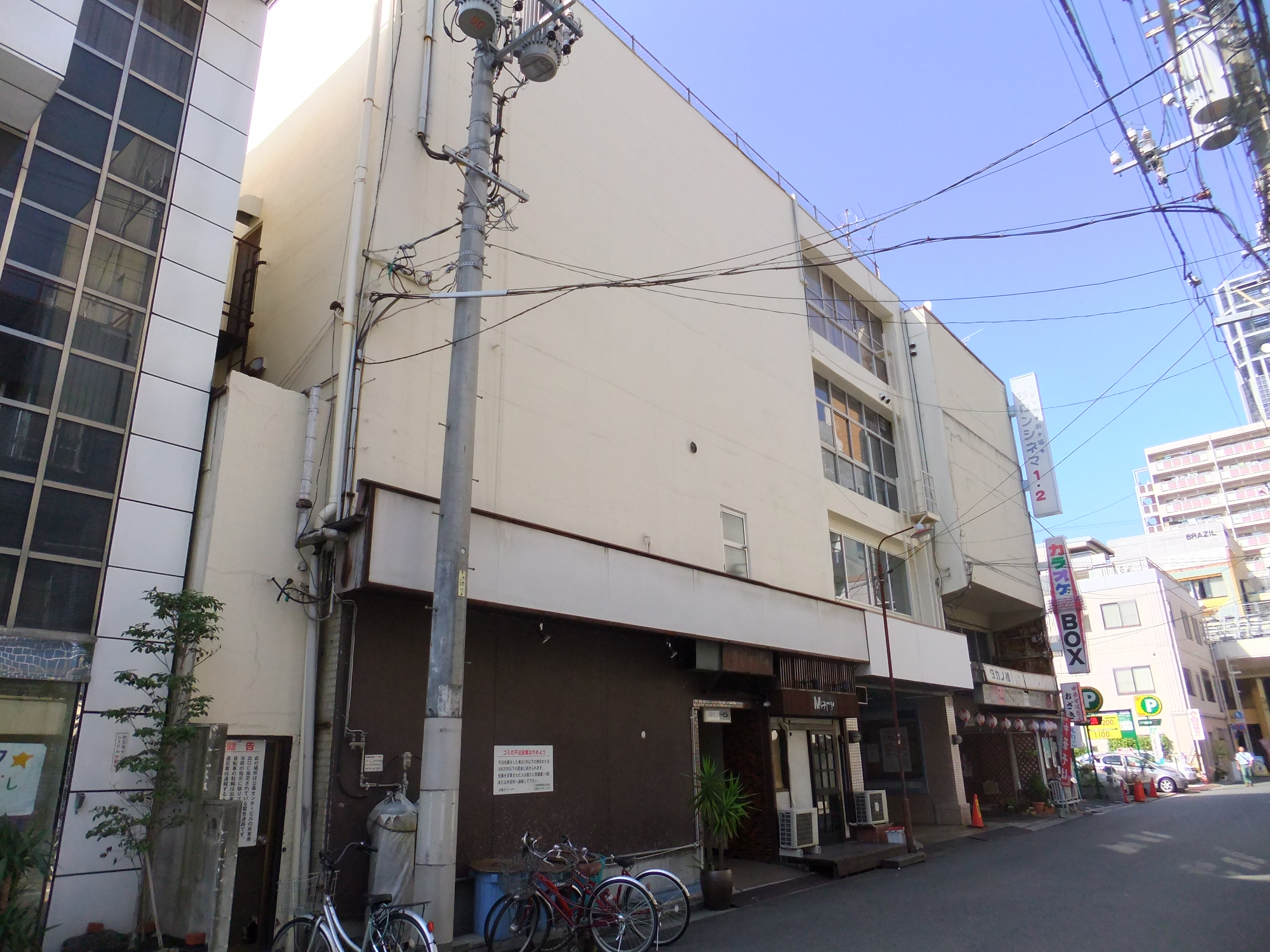
タカノ橋時代のサロンシネマ

## 町名と地誌

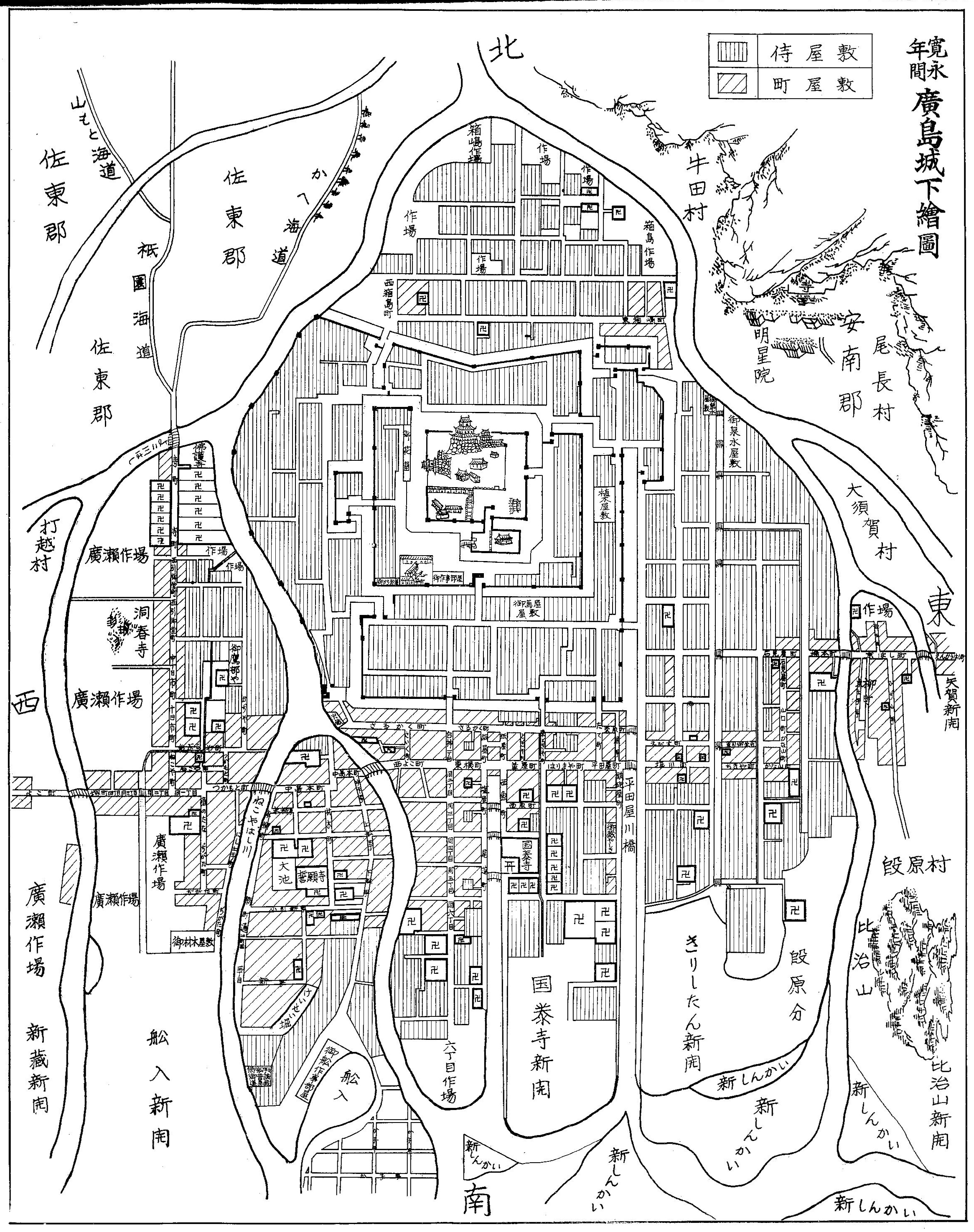
寛永年間（1624年〜1645年）の広島城下の地図 / 現在の大手町地区には町人町が拡がり、「さるかく（猿楽）町」「さいく（細工）町」「横町」「塩屋町」「尾道町」「白神一丁目」などの旧町名が示されている。また現在の鯉城通りは水路（西堂川）になっている。

### 住居表示
大手町一-五丁目 - 北から一・二丁目、（平和大通りを挟んで）三・四丁目、（国道2号を挟んで）五丁目となる。

### 町名の由来
「大手町」の町名は、かつて存在した広島城大手門の南に位置したことに由来する地名である（藩政時代の町名は「白神」（一-六丁目）であり、その名は近隣に所在する白神社に由来する）。大手門に関わりを持つ地名という点では、他の城下町に存在する「大手町」と同様である。

### 旧町名
第二次世界大戦以前の旧町名では、現在の大手町一〜五丁目に当たる区域には、（旧）大手町一〜九丁目の他、元安川、東西の電車通り（現在の相生通り / 広電本線（旧広島城外堀））および南北の電車通り（鯉城通り / 広電宇品線（旧西堂川））に面した界隈に、猿楽町・細工町など藩政時代以来の古い町名が並んでいたが、これらの町名は1965年の住所表示変更により、現在の大手町一・二丁目及び紙屋町二丁目に整理された。

#### 大手町一丁目〜九丁目
旧「大手町一丁目〜九丁目」のうち、北半部の一〜四丁目は現在の町域と異なり、大手町通りを東西にはさむ南北に細長い境域であり、現在の一・二丁目の一部に相当する。元安川と後述の尾道町に挟まれた旧・五丁目は戦争末期の建物疎開により街並みが撤去され、戦後建設された平和大通りの一部となった。中部の旧・六〜八丁目の町域は現在の三・四丁目に相当し、南半部の旧・九丁目の町域が「鷹野橋」と称される現・五丁目に相当する。

#### 猿楽町
旧「猿楽町」（さるがくちょう）は、元安川と東西の電車通り（現・相生通り）および南北の電車通り（現・鯉城通り）に挟まれた位置にあり、現在の大手町大手町一丁目・紙屋町二丁目の一部に相当する。町名は能（猿楽）役者が多く居住していたことに由来するとの説があるが不詳である（知新集）。藩政時代には、当時の交通のメインルートであった河川に面していたことから、木材の集散地となり多くの材木商が店を構えていた。1915年には元安川に面する旧広島藩米蔵跡地に広島県商品陳列所（のち産業奨励館と改称、現在の原爆ドーム）が建設され、町のシンボルとなった。

#### 細工町
旧「細工町」（さいくまち）は、元安川に面し、猿楽町に南接して元安橋東詰が町域の南端で現・大手町一丁目の一部である。町名は小細工職人が多く居住していたことに由来するとの説がある（知新集）。藩政時代には町内を西国街道が横断していたことから多くの大商人が店を構え、また藩の米蔵が置かれていた。明治初年には町内・元安橋東詰（後述の島病院向かい）に郵便役所が設置され、1875年には広島郵便局と改称、原爆被災まで存続した。また爆心地となった島病院はこの町域内に所在している。

#### 横町
旧「横町」（よこまち）は、元安川に面し、細工町の南隣に位置しており、西国街道に沿って形成された横丁で現・大手町一丁目の一部である。1909年に横町勧商場が開設され、中島本町（現・中島町）・堀川町とならぶ盛り場となった。同勧商場は原爆による壊滅ののち、1947年には広極商店街となり現・サンモールの敷地となっている。

#### 鳥屋町
旧「鳥屋町」（とりやちょう）は元安川に面して横町の南隣に位置し、現・大手町一丁目および二丁目の一部である。町名は町年寄であった鳥屋八右衛門に由来するといわれる。

#### 塩屋町
旧「塩屋町」（しおやちょう）は、電車通り（現・鯉城通り）に面し旧・紙屋町（旧町名 / 現在の紙屋町一丁目・二丁目の大部分）の南隣に位置しており、現・紙屋町二丁目および大手町二丁目の一部である。町名は塩屋が多かったことに由来する。

#### 尾道町
旧「尾道町」（おのみちちょう）は、電車通り（現・鯉城通り）に面し、塩屋町の南隣に位置しており、現・大手町二丁目・三丁目の一部である。町名は文禄年間頃尾道出身の石工・大工が多く移住し普請業を営んでいたことに由来する。町域の半分近くは戦争末期の建物疎開により街並みが撤去されており、空き地は戦後建設された平和大通りの一部となった。

## 行政
- 大手町平和ビル - 広島市財政局、中区厚生部（中保健センター）、中区地域福祉センターなどがあるビル。
- 広島市消防局中消防署

※広島市役所・中区役所の本館は、鯉城通りを挟んだ向かい側の国泰寺町にある。

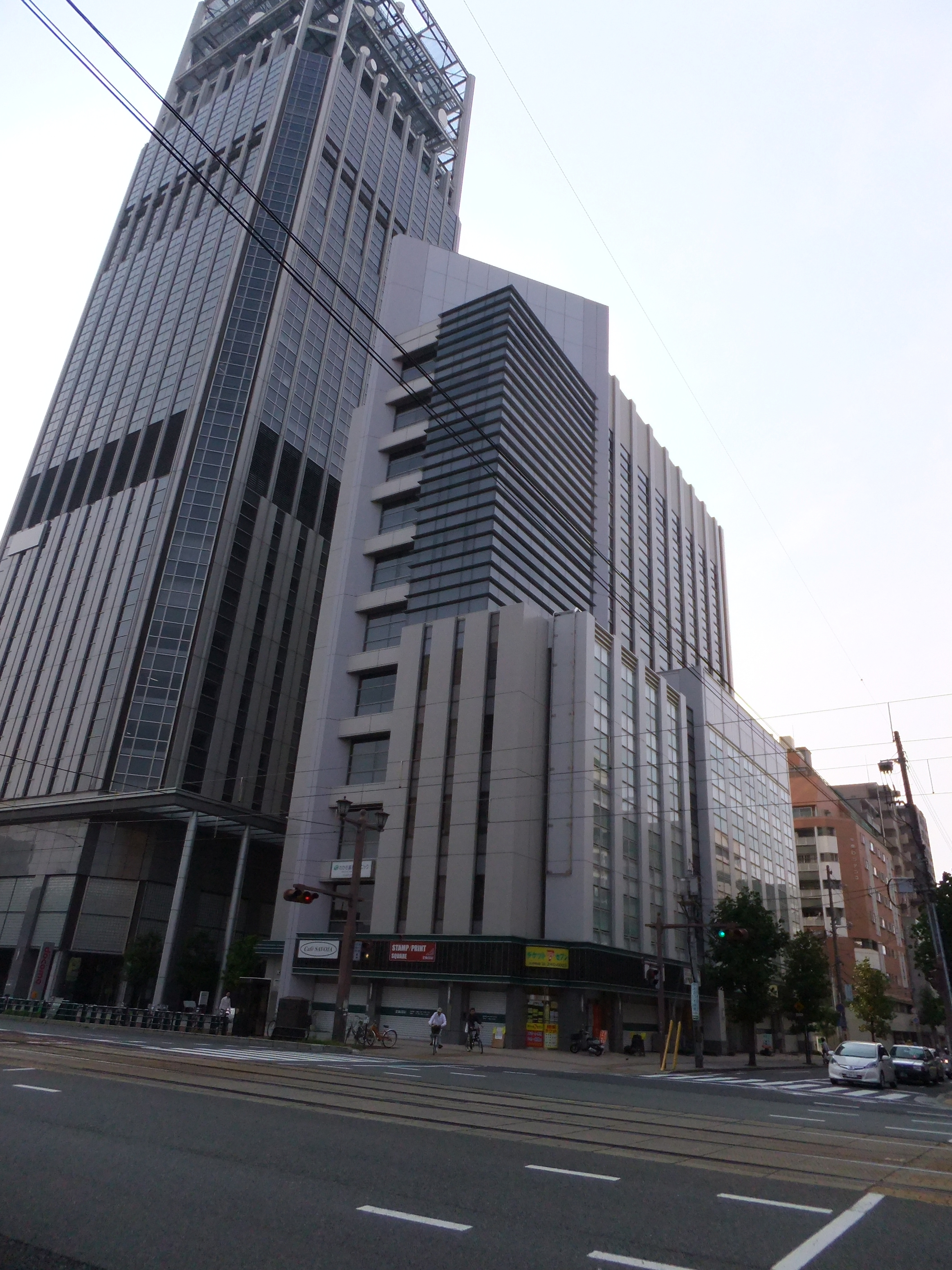
大手町平和ビル
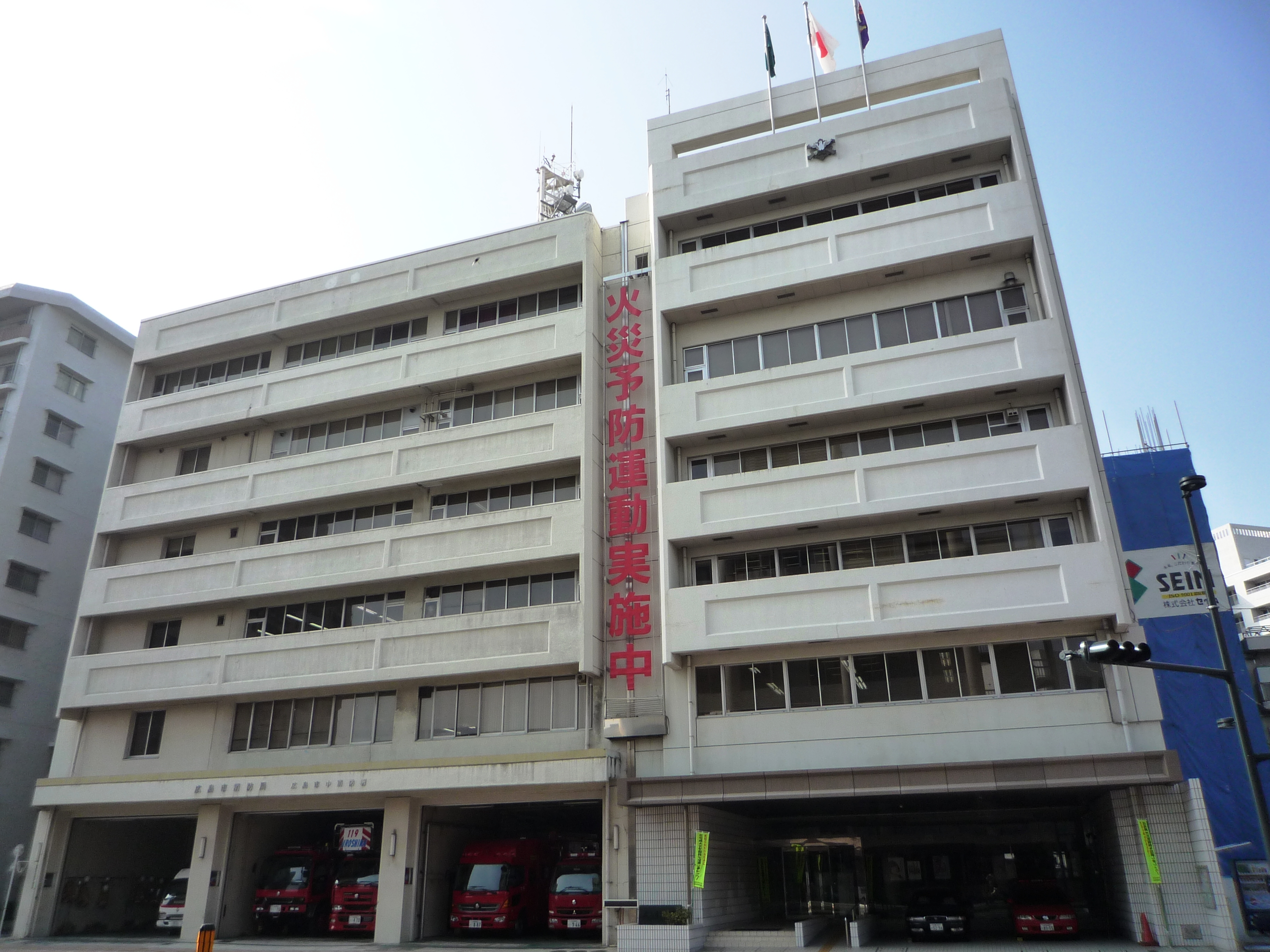
広島市消防局中消防署

## 学校
- 広島市立広島みらい創生高等学校
- 専門学校マインド.ビューティーカレッジ - 美容専門学校

現在、町内に小・中学校は存在しない。

中学校は町内全域が広島市立国泰寺中学校の学区、
小学校は大手町1～4丁目が広島市立袋町小学校、5丁目は広島市立千田小学校の学区である。

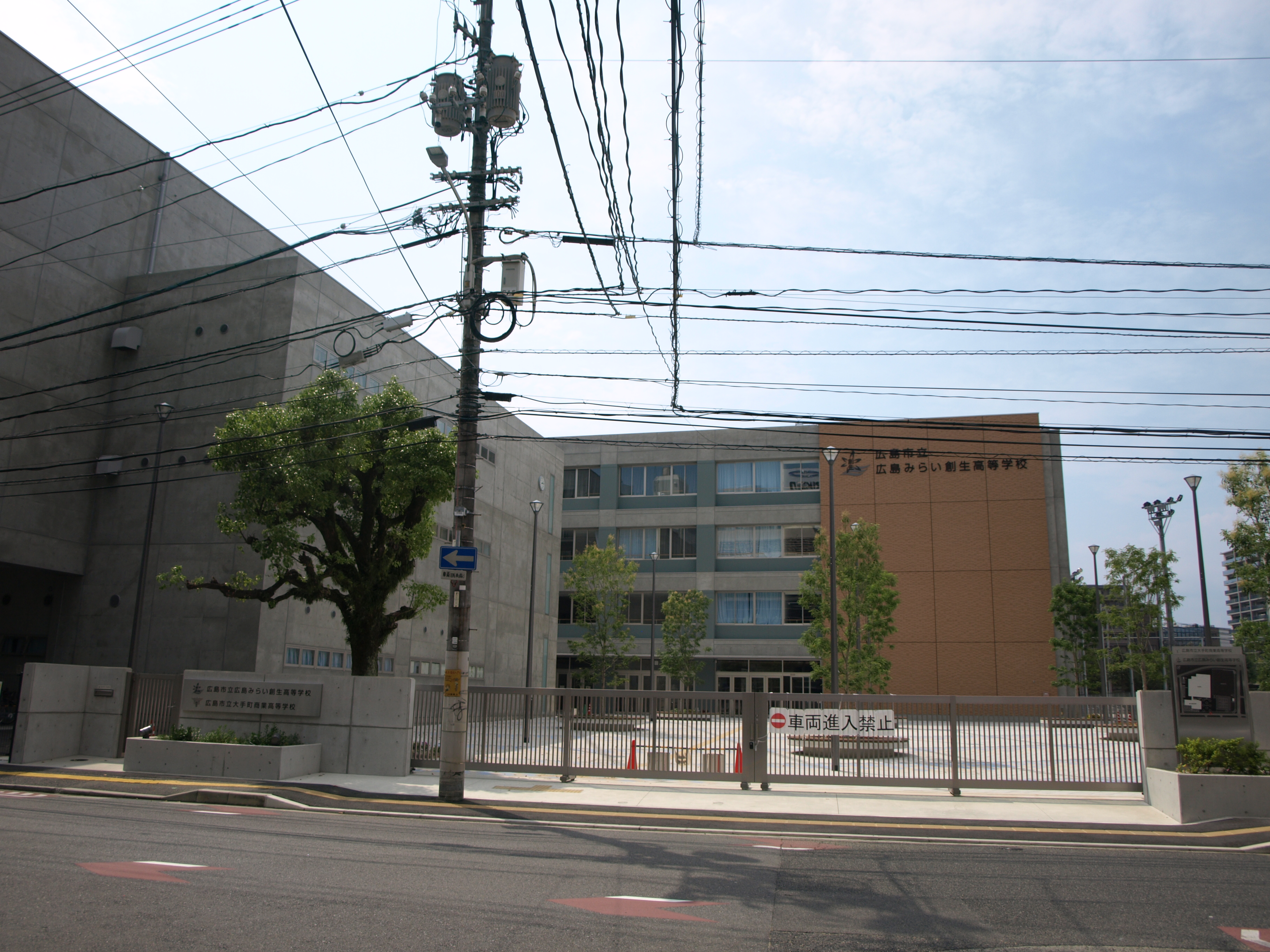
広島市立広島みらい創生高等学校

## 公共施設
- 広島県民文化センター
- 広島市公文書館 - 大手町平和ビル内

## 主な企業等
NHK広島放送局のほか、ドコモ広島大手町ビルなど、鯉城通り沿いを中心に大型のオフィスビルも多く建っている。
- おりづるタワー
- NHK広島放送局 - NHK広島放送センタービル
- NHK広島放送センタービル内郵便局
- NTTドコモ中国支社 - ドコモ広島大手町ビル
- JA広島ビル
- 商工組合中央金庫広島支店
- 広島市信用組合鷹の橋支店
- 福岡銀行広島支店
- 自治労連広島県本部
- ベストパーソン
- アニメイト広島店
- パークサイドホテル広島平和公園前
- ホテルリブマックス広島平和公園前
- THE KNOT HIROSHIMA ザ ノット 広島
- ホテル呉竹荘広島大手町
- ホテルマイステイズ広島平和公園前
- コンフォートホテル 広島大手町

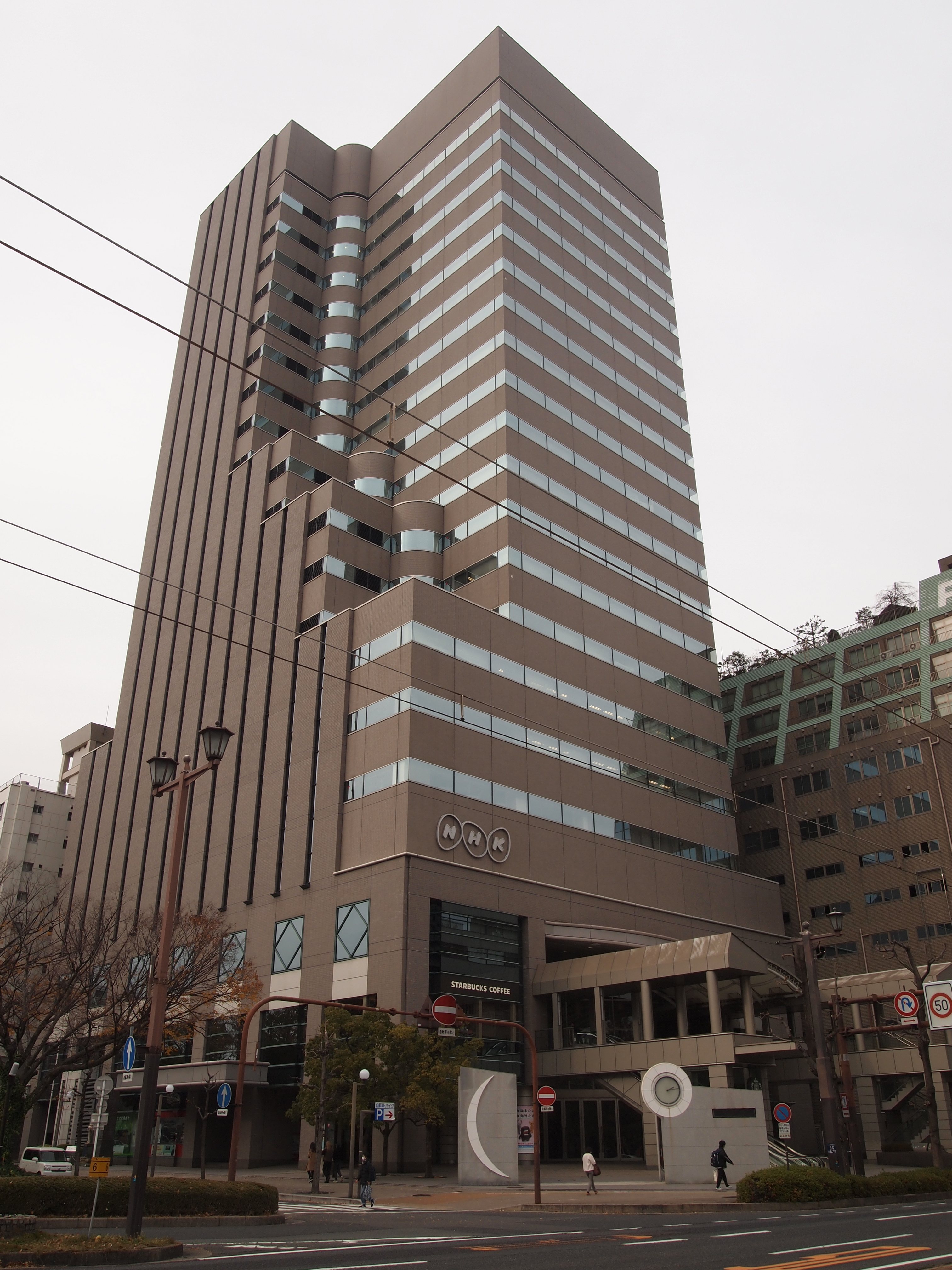
NHK広島放送局
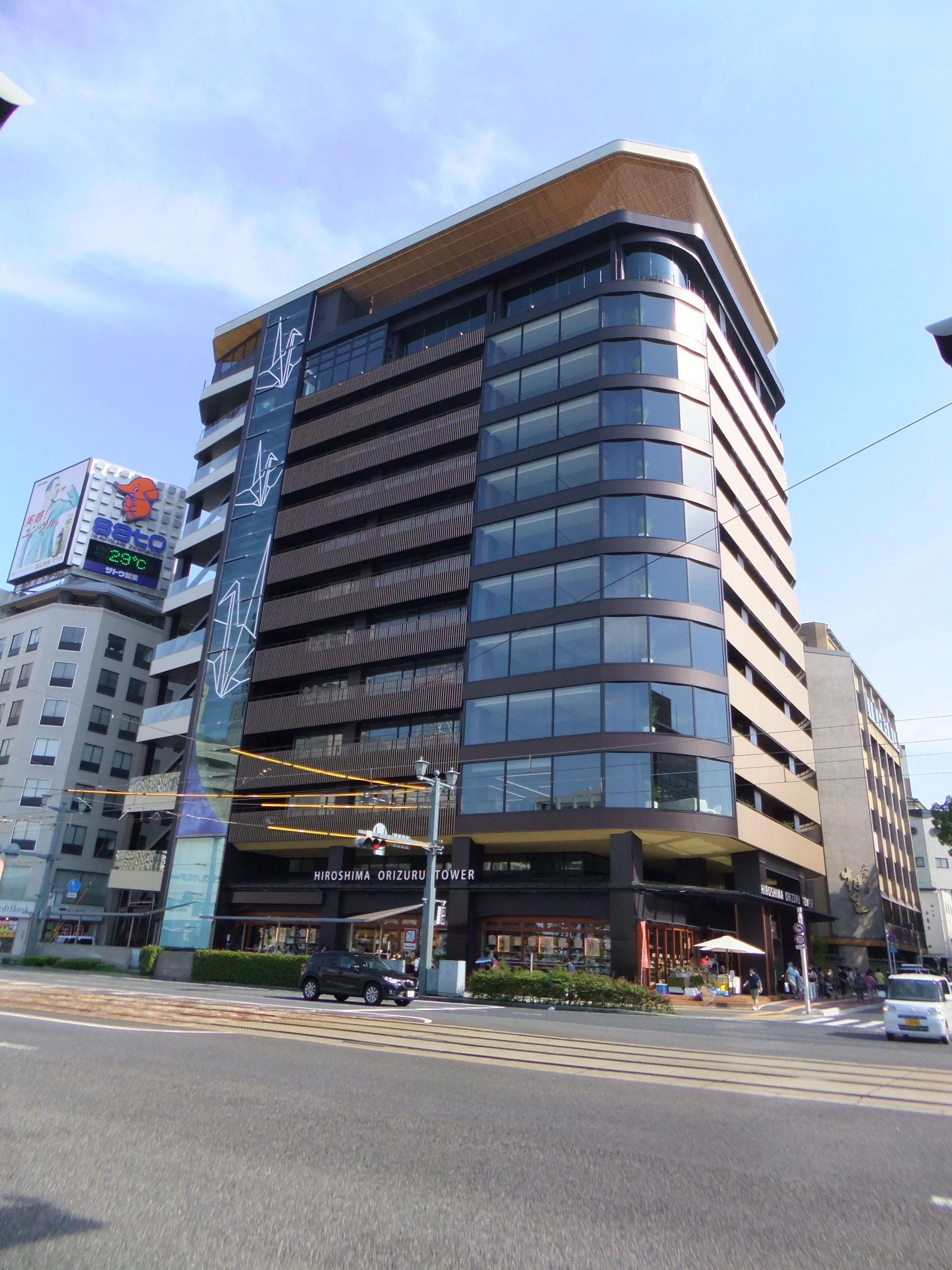
おりづるタワー
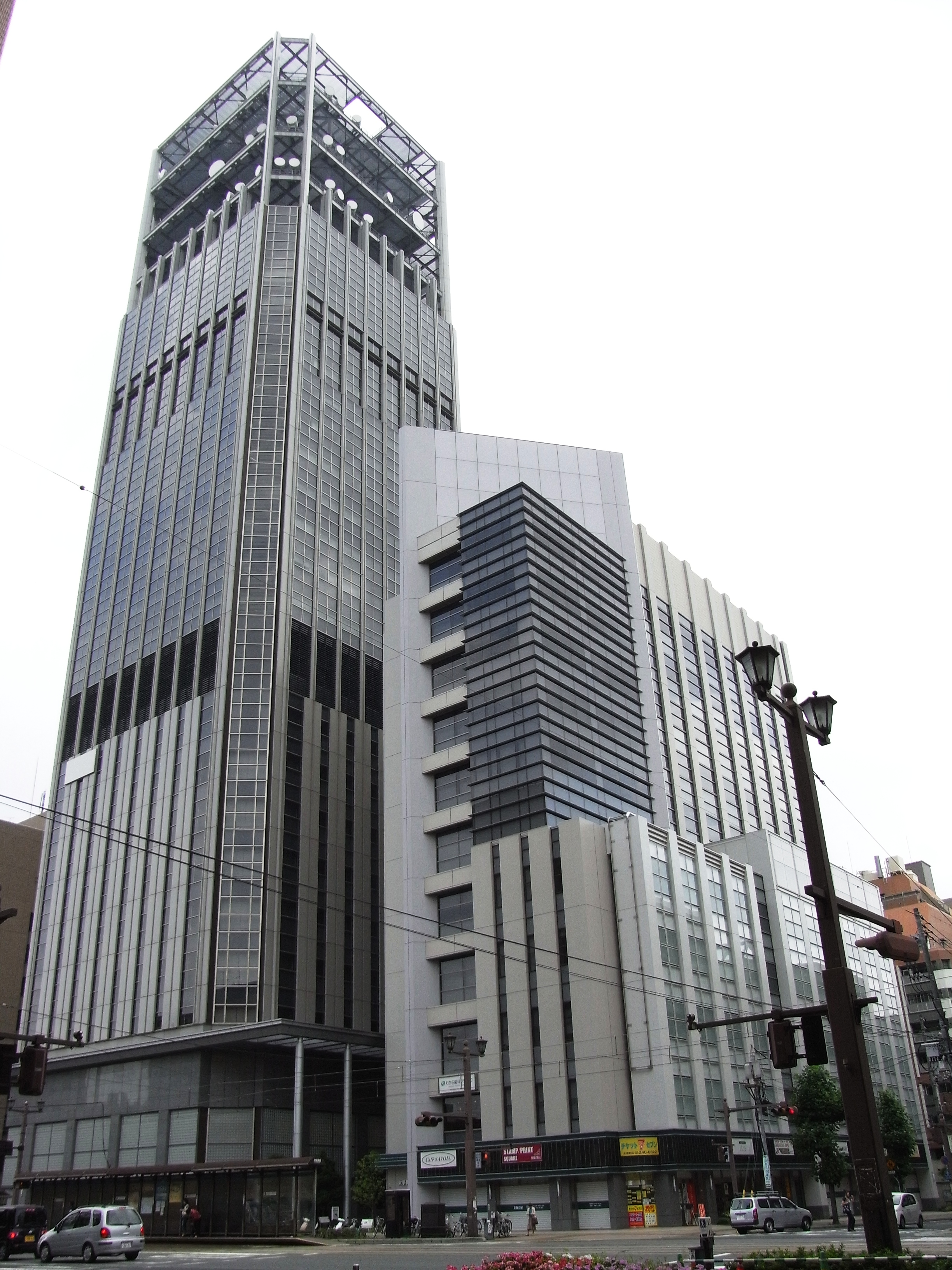
ドコモ広島大手町ビル

## 病院
- 中電病院 - 中国電力が運営する大手町3丁目にある総合病院。

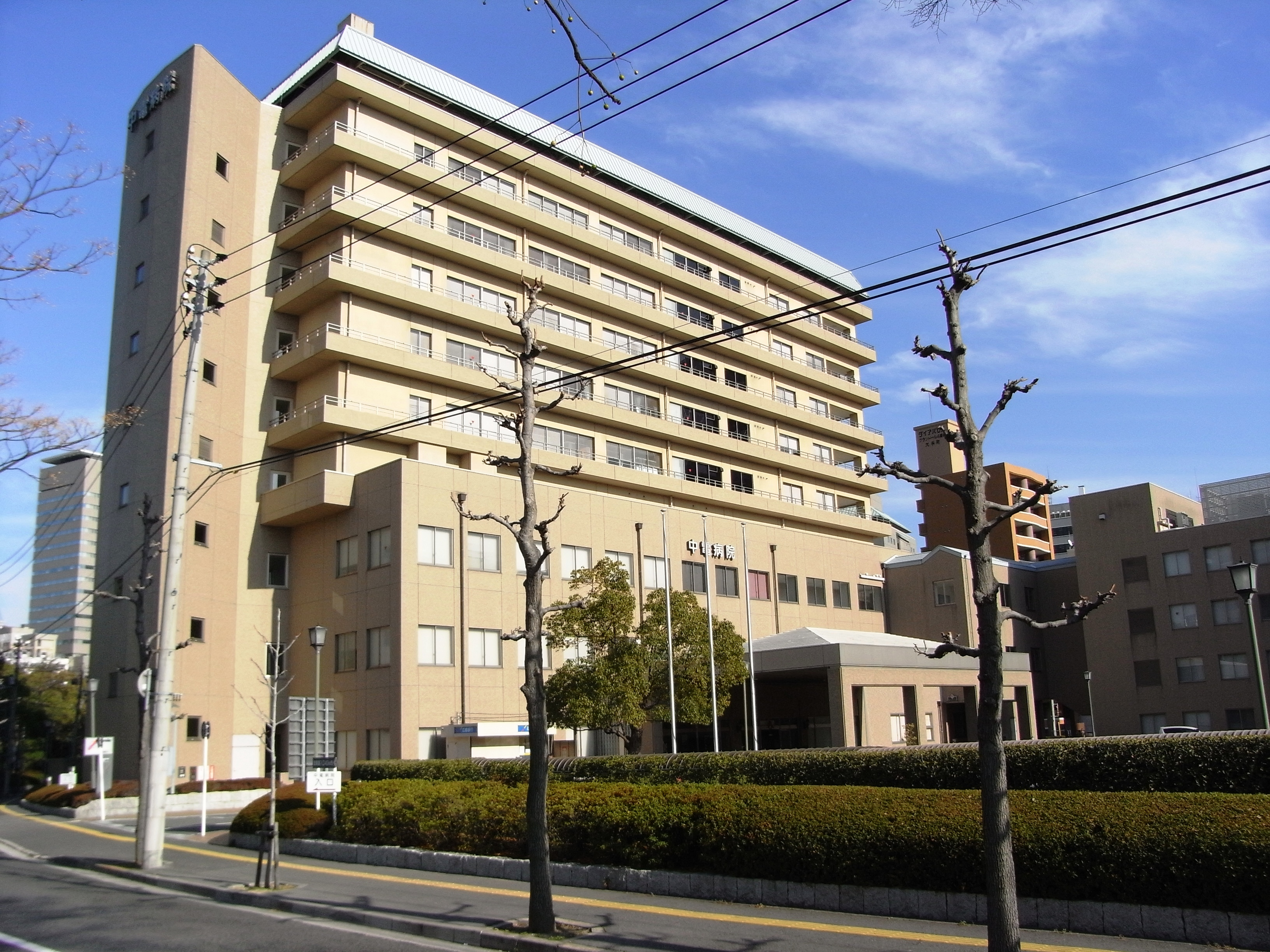
中電病院

## 公園
- 広島平和記念公園 - 大手町1丁目の原爆ドームと周辺の地帯は元安川を挟んだ対岸の中島地区と併せ平和記念公園を構成している。大手町側の公園内には原爆ドームのほか原民喜の詩碑、動員学徒慰霊碑などがある。

## 宗教施設
- 西蓮寺
- 西向寺
- 普門寺
- 専勝寺
- 浄宝寺
- 長遠寺
- 隆向寺
- 本逕寺
- 龍心寺
- 峯本稲荷神社

## 商業施設
- エディオン広島本店西館 - 株式会社エディオンの登記上の本店所在地は、となりのエディオン広島本店東館の紙屋町となっている。
- 紙屋町シャレオ - 地下街
- ブックオフ広島大手町店
- アニメイト広島店
- タカノ橋商店街

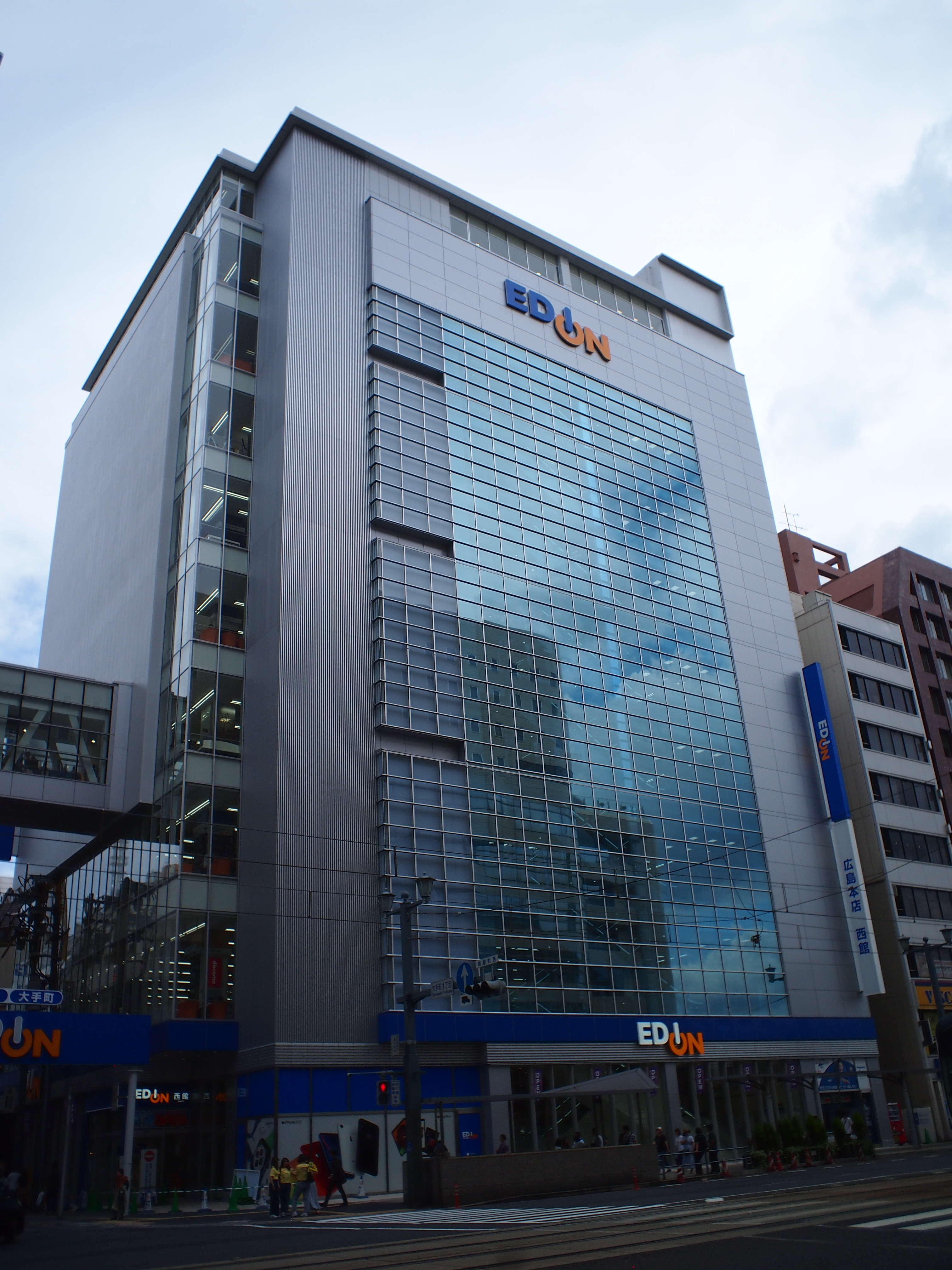
エディオン広島本店西館
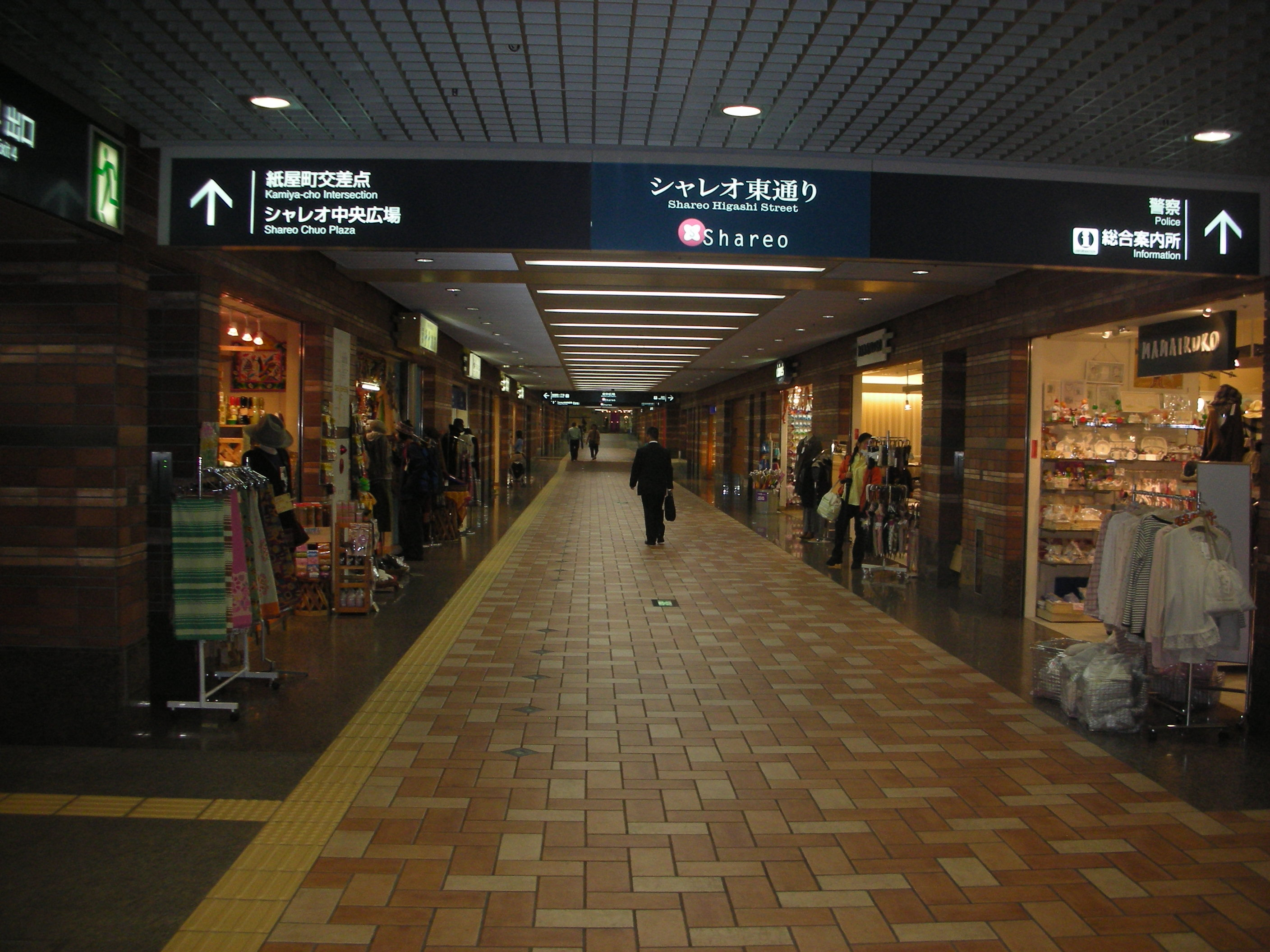
紙屋町シャレオ
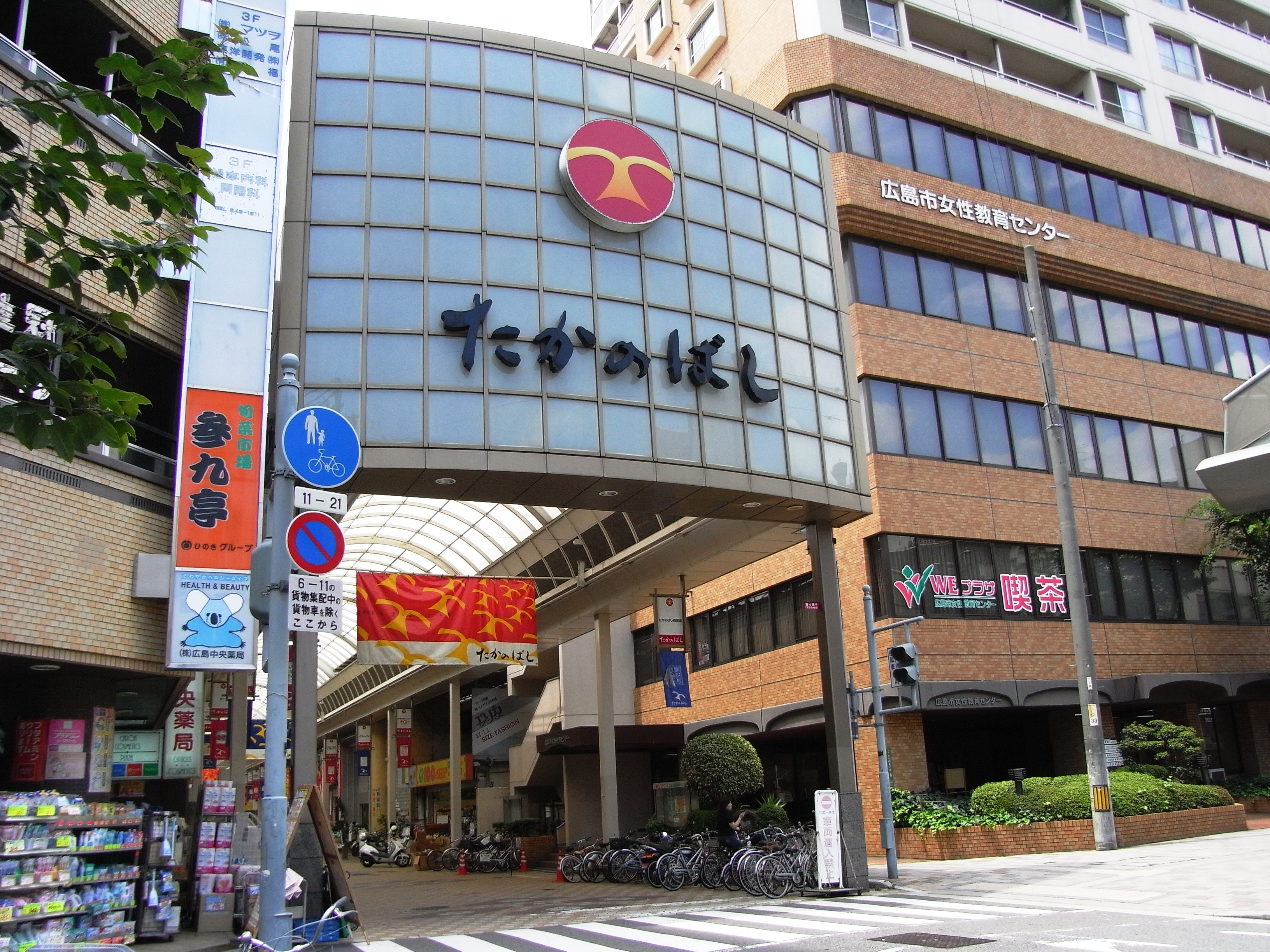
鷹野橋商店街

## 交通

### 鉄道
- 広島電鉄本線
  - 原爆ドーム前電停
  - 紙屋町西電停
- 広島電鉄宇品線
  - 本通電停
  - 中電前電停
  - 市役所前電停
  - 鷹野橋電停
- 広島高速交通広島新交通1号線（アストラムライン）
  - 本通駅

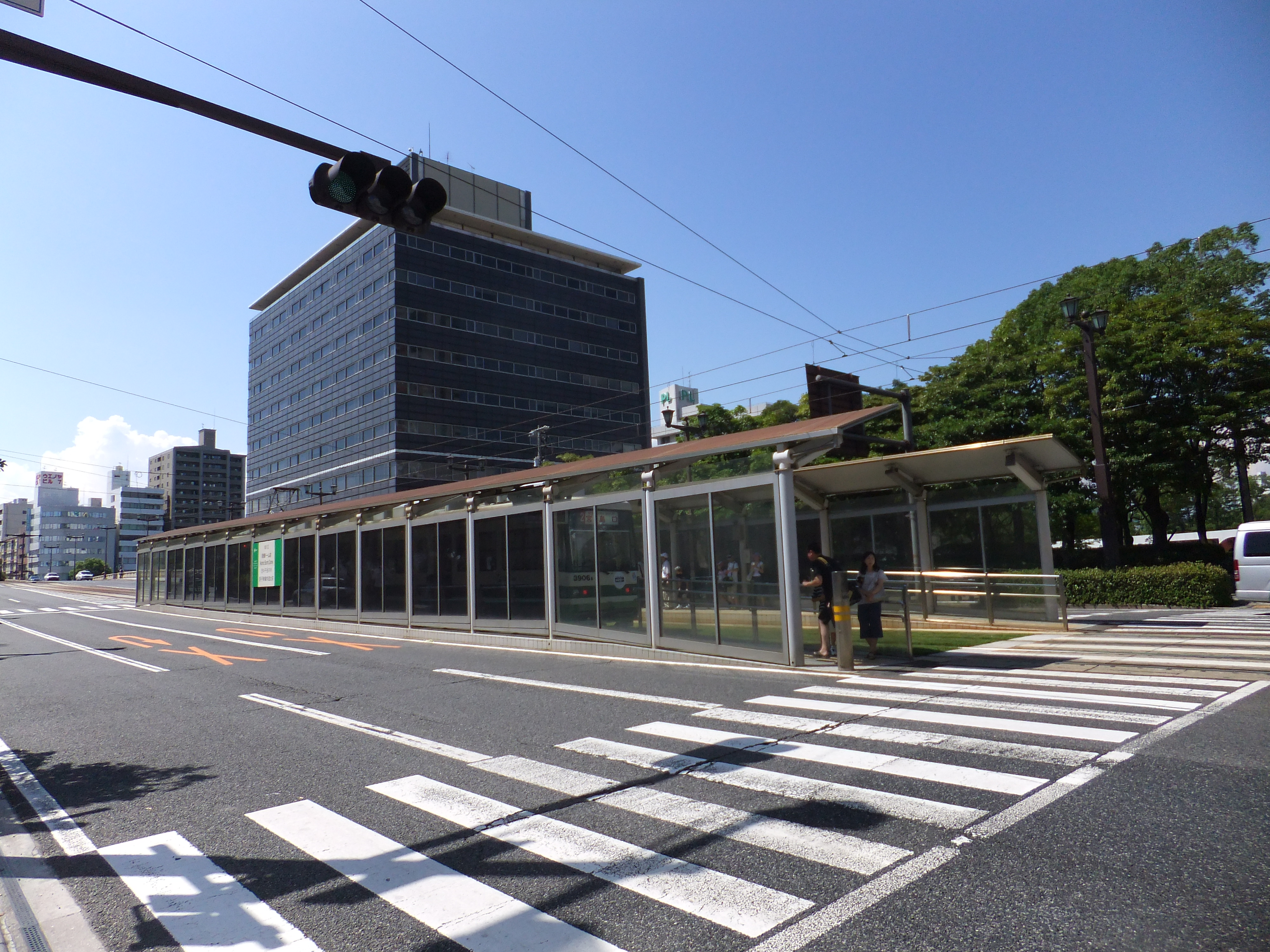
広島電鉄原爆ドーム前電停
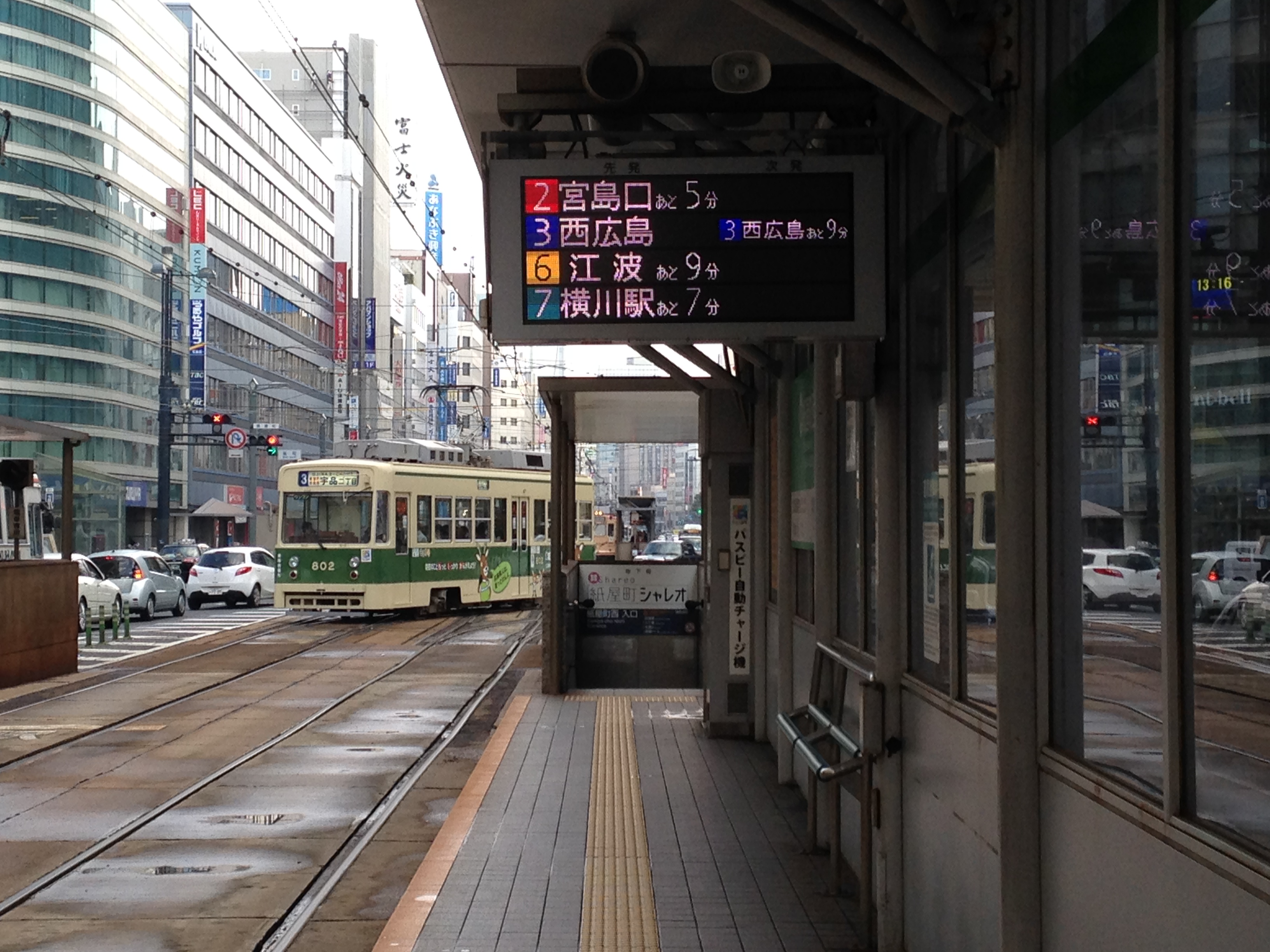
広島電鉄紙屋町西電停
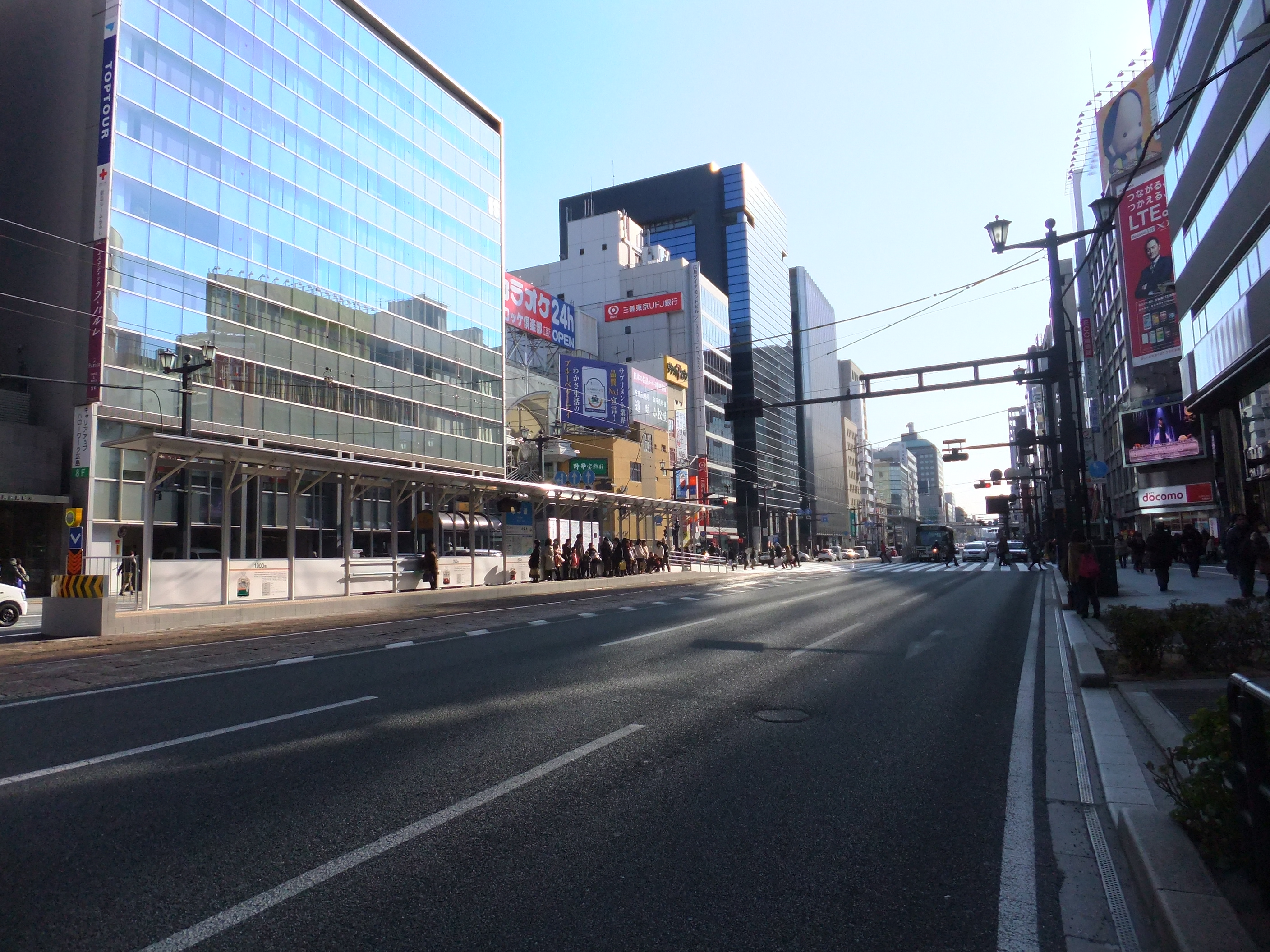
広島電鉄本通電停
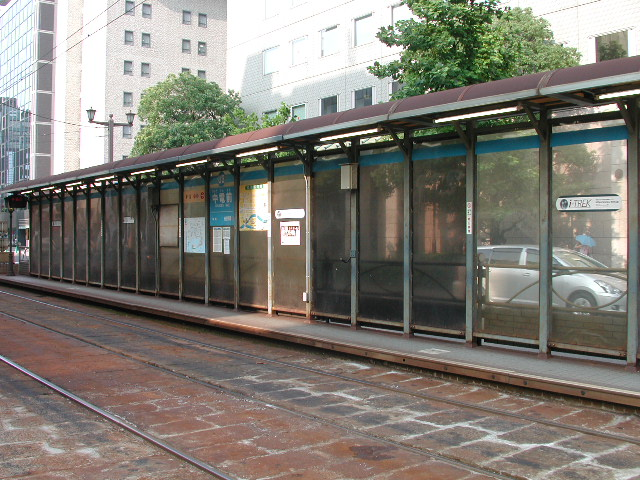
広島電鉄中電前電停
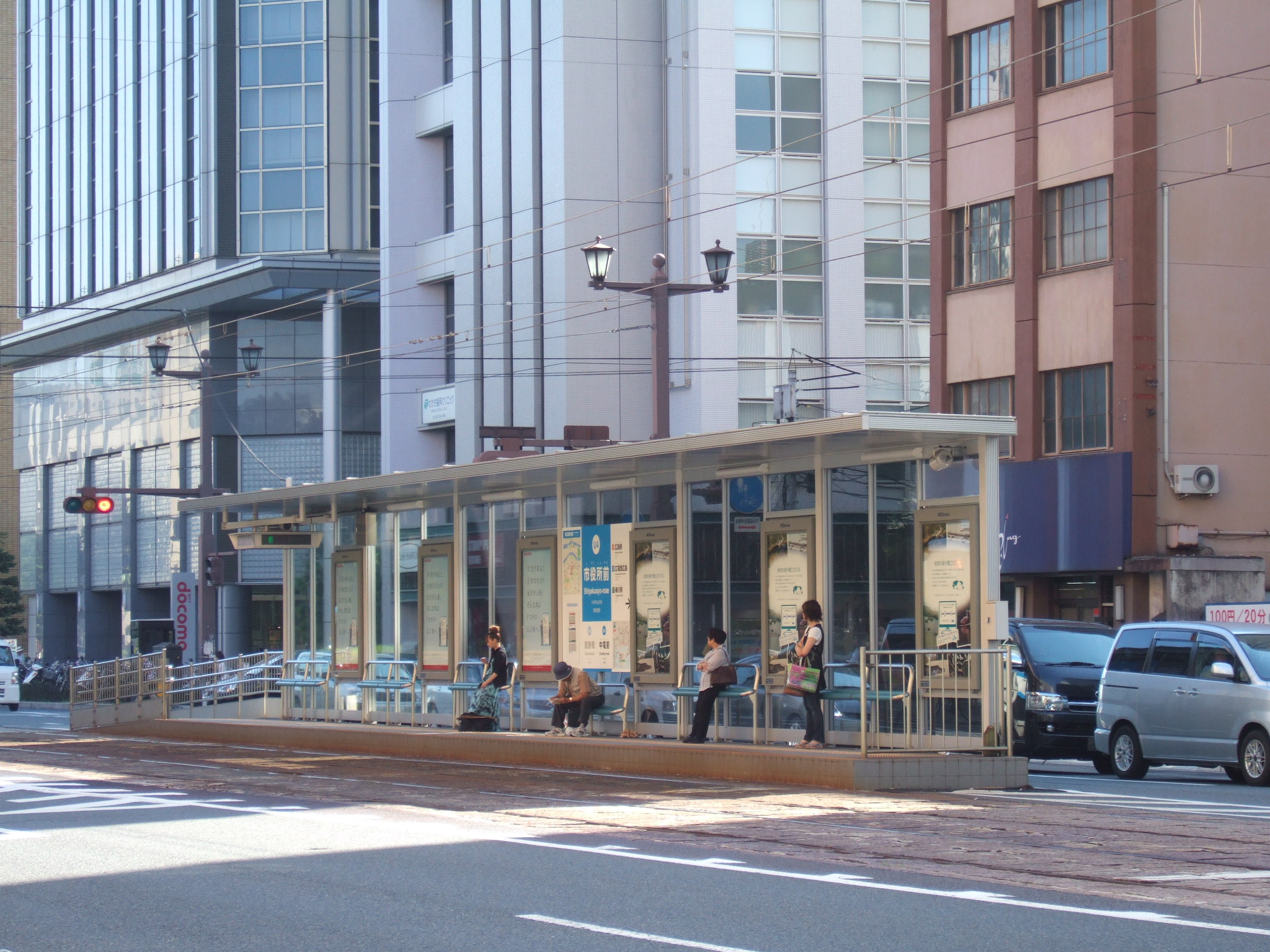
広島電鉄市役所前電停
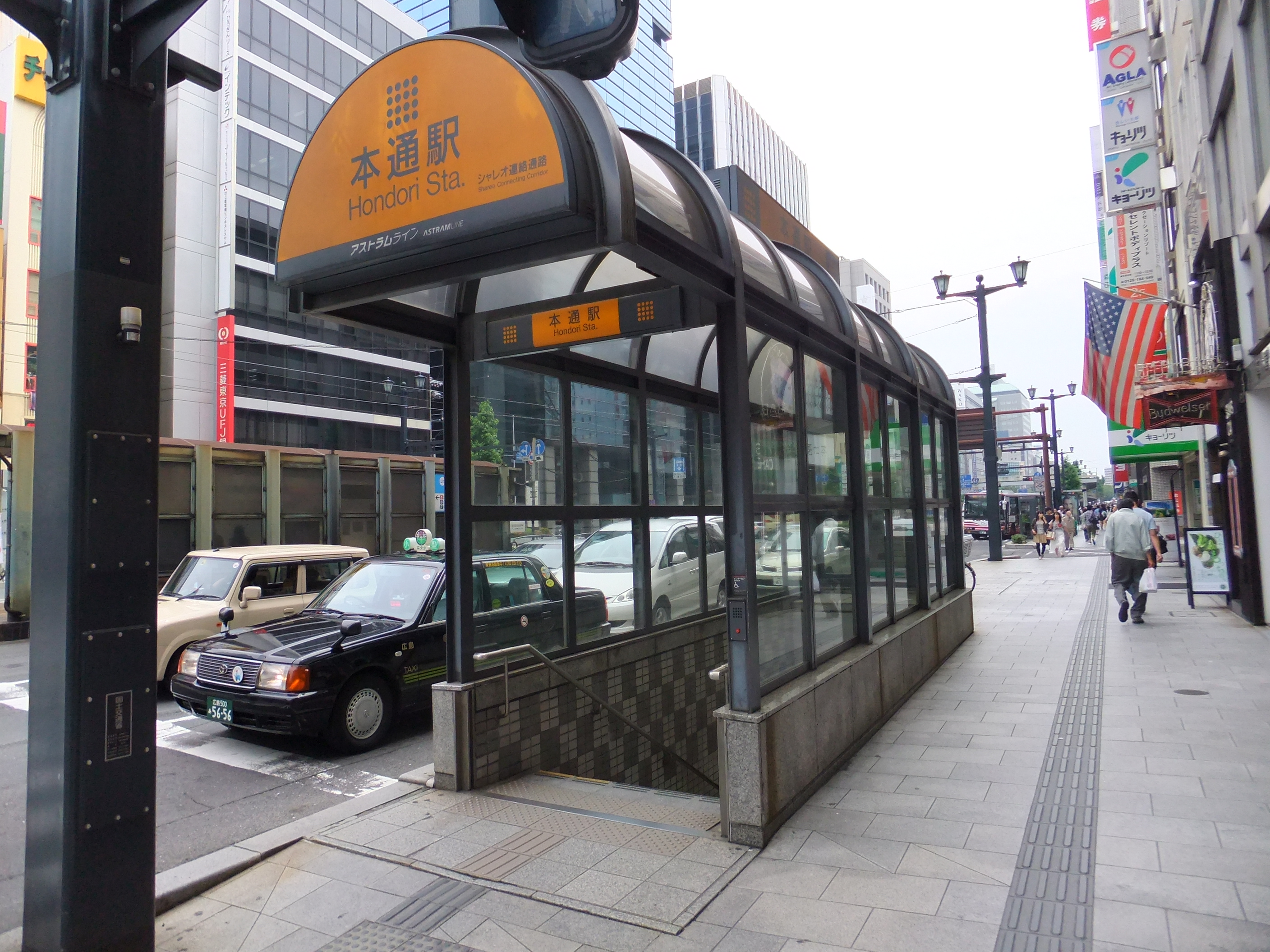
アストラムライン本通駅入口

### 道路とバス停
大手町は、広島市内で交通量が最も多い4本の道路（国道2号、鯉城通り、相生通り、平和大通り）が全て集まっている。
国道54号線沿いのバス停は、原爆ドーム前を除き大手町と反対側の町名・施設名が付いている。
- 国道2号
  - 大手町4丁目バス停
- 国道54号・鯉城通り
  - 袋町バス停
  - 中電前バス停
  - 市役所前バス停
- 国道54号・相生通り
  - 原爆ドーム前バス停
- 平和大通り
  - 放送会館前バス停 - NHK広島放送局前
- 千田通り
  - 鷹野橋バス停
- 大手町通り

### 広島市役所前交差点
| 国道2号標識 | 国道54号標識 | 国道183号標識 | 国道191号標識 | 国道261号標識 | 広島県道243号標識 |

広島市役所前交差点は、広島市中区大手町四丁目にある一般国道、広島県の一般県道の起・終点となっている交差点である。
通過路線
- ←→国道2号 336.1KP

起点
- ↑国道54号（鯉城通り） -1.2KP
- ↑国道183号（鯉城通り）
- ↑国道261号（鯉城通り）

終点
- ↑国道191号（鯉城通り）
- ↓広島県道243号広島港線（千田通り）

### 橋梁
- 元安川
  - 元安橋
  - 平和大橋（平和大通り）
  - 万代橋
  - 新明治橋（国道2号）
  - 明治橋

## 人口・世帯数
2018年6月末の人口・世帯数は以下の通り。
| 町名         | 人口  | 世帯数 |
| ------------ | ----- | ------ |
| 大手町一丁目 | 378   | 214    |
| 大手町二丁目 | 403   | 274    |
| 大手町三丁目 | 1,422 | 902    |
| 大手町四丁目 | 656   | 485    |
| 大手町五丁目 | 2,249 | 1,452  |
| 計           | 5,108 | 3,327  |

## 出身有名人

### 政治・行政
- 浅岡信夫（俳優、参議院議員、厚生政務次官）
- 加藤友三郎（元帥・海軍大将・内閣総理大臣）
- 松井茂（内務官僚、貴族院議員）

### 経済
- 久保道正（実業家） - 第一産業（後のダイイチ/デオデオ）創業者。生家は刀剣屋。エディオン社長久保允誉の父。
- 清宮博（電気工学者、元富士通社長）

### 芸能・文化
- 井上麗三（俳優・映画監督）
- 岡田嘉子（女優）
- 岡田八千代（小説家・劇作家）
- 荻野検校（平曲・地唄箏曲演奏家、検校）
- 小山内薫（劇作家）
- 紙恭輔（ジャズ音楽家・作曲家）
- 桜緋紗子（女優、宝塚歌劇団、尼僧・小笠原日凰）
- 月丘夢路（女優）
- 月丘千秋（女優）
- 田邊雅章（映像作家）

### スポーツ
- 渡辺正（サッカー日本代表選手、代表監督）

### ゆかりのある人物
- 有田温三[4]（衆議院議員） - 住所が大手町4丁目[4]。
- 倉田信太郎（履物商、広島瓦斯電軌社長）[5] - 住所が大手町9丁目[5]。
- 藤田一郎（土木建築請負業、藤田組代表者） - 事務所が大手町にあった。
- 牧田孫太郎（広島電気常務取締役）[6] - 住所が大手町[6]。